# Genf
Genf (schweizerdeutsch Gämf, Gänf, französisch Genève [ʒ(ə)nɛv], frankoprovenzalisch Geneva [ðəˈnɛva, ˈzɛnəva], italienisch Ginevra, rätoromanisch Genevraⓘ) ist eine Stadt und politische Gemeinde sowie der Hauptort des Kantons Genf in der Schweiz.
Die Stadt liegt am südwestlichen Zipfel der Romandie in der Genferseeregion am Ausfluss der Rhone aus dem Genfersee. Mit ihren 206'635 Einwohnern (31. Dezember 2023) ist Genf nach Zürich die zweitgrösste Stadt der Schweiz. 50,1 Prozent der Einwohner verfügen nicht über das Schweizer Bürgerrecht, womit Genf neben Basel und Lausanne zu den Schweizer Städten mit sehr hohem Ausländeranteil zählt. Die statistische Bevölkerungsdichte hat mit 12'947 Einwohnern pro Quadratkilometer einen äusserst hohen Wert für Schweizer Verhältnisse. Die 1,3 Millionen Einwohner (2020) zählende Metropolregion Genf-Lausanne ist ein erweiterter Ballungsraum und ist der bedeutendste der französischen Schweiz.
Die Stadt Genf beheimatet neben New York City weltweit die meisten internationalen Organisationen, darunter UNO, CERN, IKRK, WHO, IAO, ICN, IOM, ISO, IEC, ITU, WIPO, WMO, WOSM und WTO. Zusammen mit New York City (UNO-Hauptquartier) zählt Genf zu den wenigen Städten der Welt, die als Sitz einer der gemeinhin als wichtigsten erachteten internationalen Organisationen fungieren, ohne die Hauptstadt eines Staates zu sein. Zudem sind hier 175 Staaten diplomatisch vertreten; so unterhalten einige die diplomatische Repräsentanz in der Schweiz nicht in der Bundesstadt Bern, sondern in Genf.
Genf ist nach Zürich der zweitgrösste Finanzplatz der Schweiz, danach folgt Lugano. In einer Rangliste der wichtigsten Finanzzentren weltweit belegt Genf im Jahr 2018 den 26. Platz.
Seit Jahren wird Genf neben Zürich und Basel als Teil der zehn Städte mit der weltweit besten Lebensqualität und zugleich mit den global höchsten Lebenshaltungskosten gelistet. 2018 waren 18,6 Prozent der Bevölkerung Millionäre (gerechnet in US-Dollar). Genf ist damit, hinter Monaco, die Stadt mit der zweithöchsten Millionärsdichte weltweit.

## Geographie

Historisches Luftbild von Werner Friedli von 1966
Genf, Altstadt mit Parc des Bastions und Kathedrale, von Südwesten gesehen, Ballonaufnahme von Eduard Spelterini, zwischen 1893 und 1924
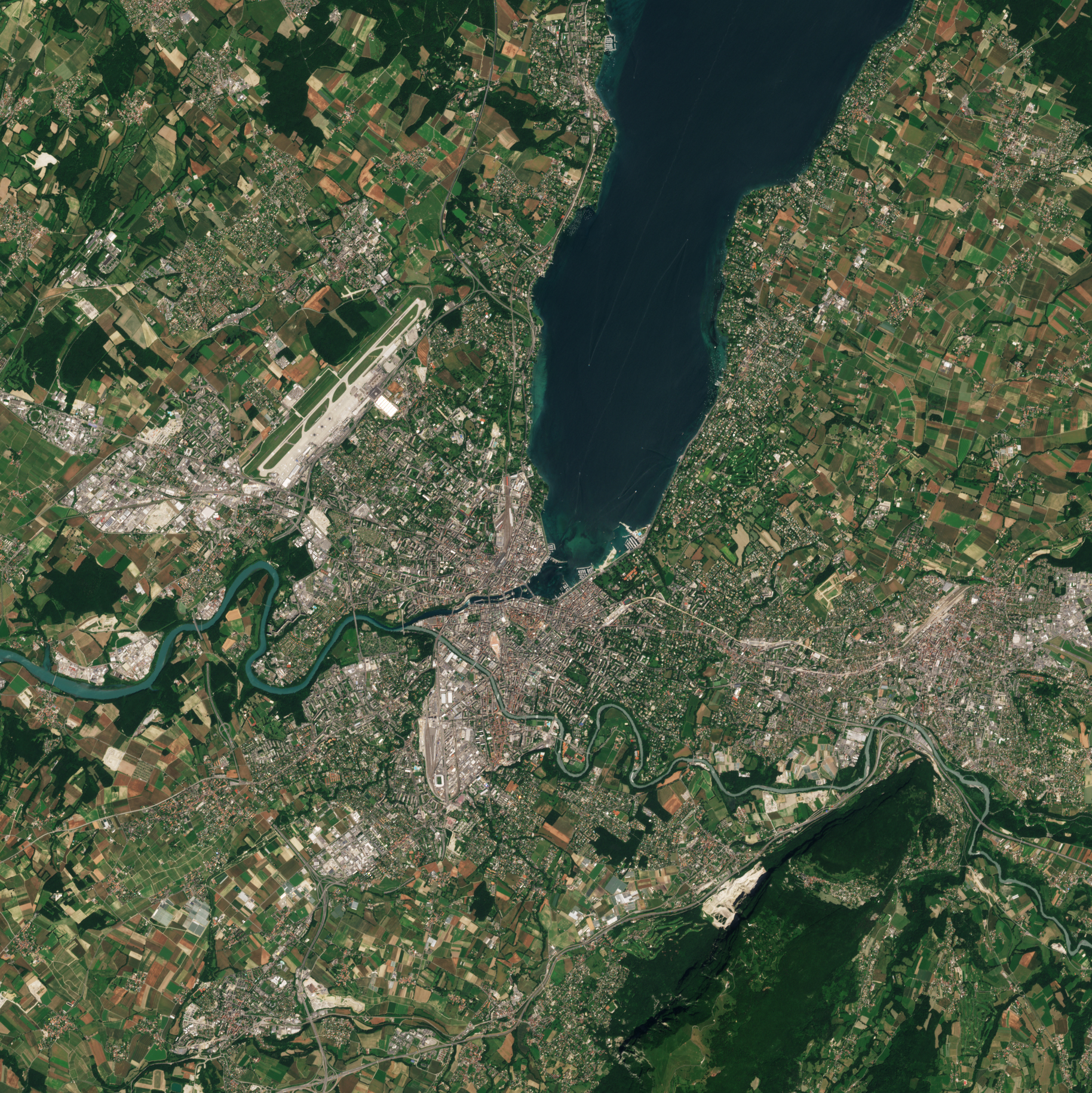
Satellitenbild Genfs

### Lage und Besonderheiten
Genf liegt zwischen den Voralpen und dem Jura. Der Mont Salève im Süden der Stadt gilt als ihr Hausberg, er liegt allerdings bereits auf französischem Staatsgebiet. Die Stadtfläche beträgt 15,89 Quadratkilometer.

### Stadtgliederung
Das Stadtgebiet setzt sich aus den vier Stadtbezirken (französisch sections) Cité, Plainpalais, Eaux-Vives und Petit-Saconnex zusammen. Die drei letzten entsprechen den 1930 eingemeindeten Gemeinden. Die Stadtbezirke sind weiter in so genannte Stadtviertel Quartiers untergliedert:

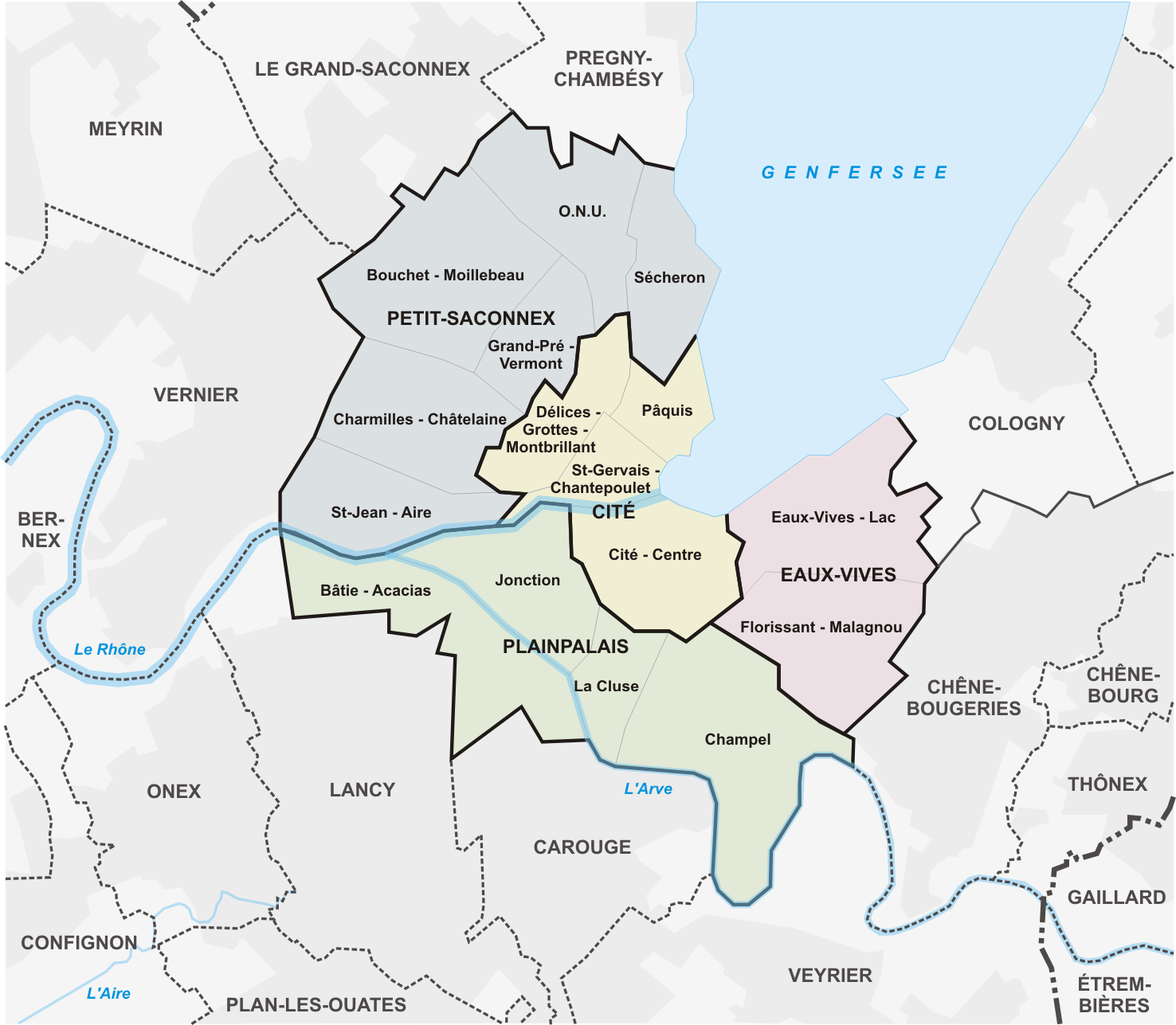
Quartiere Genfs

| Section        | Quartier                         | Nr. | BFS-Code | Fläche (Hektare) | Einwohner (Ende 2015) |
| -------------- | -------------------------------- | --- | -------- | ---------------- | --------------------- |
| Cité           | Cité – Centre                    | 1   | 6621001  | 106              | 6'720                 |
| Cité           | St-Gervais – Chantepoulet        | 2   | 6621002  | 47               | 4'474                 |
| Cité           | Délices – Grottes – Montbrillant | 3   | 6621003  | 68               | 13'806                |
| Cité           | Pâquis                           | 4   | 6621004  | 42               | 10'650                |
| Plainpalais    | Champel                          | 11  | 6621011  | 180              | 17'968                |
| Plainpalais    | La Cluse                         | 12  | 6621012  | 46               | 16'050                |
| Plainpalais    | Jonction                         | 13  | 6621013  | 97               | 15'704                |
| Plainpalais    | Bâtie – Acacias                  | 14  | 6621014  | 139              | 4'835                 |
| Eaux-Vives     | Eaux-Vives – Lac                 | 21  | 6621021  | 136              | 20'578                |
| Eaux-Vives     | Florissant – Malagnou            | 22  | 6621022  | 118              | 15'018                |
| Petit-Saconnex | Sécheron                         | 31  | 6621031  | 74               | 6'923                 |
| Petit-Saconnex | O.N.U.                           | 32  | 6621032  | 107              | 2'088                 |
| Petit-Saconnex | Grand-Pré – Vermont              | 33  | 6621033  | 62               | 10'617                |
| Petit-Saconnex | Bouchet – Moillebeau             | 34  | 6621034  | 161              | 15'303                |
| Petit-Saconnex | Charmilles – Châtelaine          | 35  | 6621035  | 115              | 23'537                |
| Petit-Saconnex | St-Jean – Aire                   | 36  | 6621036  | 94               | 9'529                 |

### Klima
Die Jahresmitteltemperatur für die Normalperiode 1991 bis 2020 beträgt 11,0 Grad Celsius, wobei im Januar mit 2,1 Grad Celsius die kältesten und im Juli mit 20,6 Grad Celsius die wärmsten Monatsmitteltemperaturen gemessen werden. Im Mittel sind hier rund 73 Frosttage und 7 Eistage zu erwarten. Sommertage gibt es im Jahresmittel rund 64, während normalerweise 17 bis 18 Hitzetage zu verzeichnen sind. Die Wetterstation von MeteoSchweiz liegt auf einer Höhe von 411 m ü. M. am Flughafen Genf, ca. 6 Kilometer vom Stadtzentrum entfernt (Luftlinie).
Die höchste je in Genf gemessene Temperatur betrug 39,7 Grad Celsius (7. Juli 2015). Dies ist gleichzeitig auch der höchste, je auf der Alpennordseite gemessene Wert. Der Höchstwert bei der durchschnittlichen Sonnenscheindauer des Monats Januar wurde 2020 mit 114,4 Stunden erreicht. Damit wurde der bisherige Rekord von 2008 (104,3 Stunden) gebrochen.
|                        | Jan  | Feb  | Mär  | Apr  | Mai  | Jun  | Jul  | Aug  | Sep  | Okt  | Nov | Dez  |   |       |
| Mittl. Temperatur (°C) | 2,1  | 2,9  | 6,7  | 10,5 | 14,5 | 18,4 | 20,6 | 20,0 | 15,7 | 11,3 | 6,0 | 2,8  | ⌀ | 11    |
| Mittl. Tagesmax. (°C)  | 5,1  | 7,0  | 11,8 | 15,9 | 20,1 | 24,2 | 26,7 | 26,2 | 21,1 | 15,5 | 9,3 | 5,6  | ⌀ | 15,8  |
| Mittl. Tagesmin. (°C)  | −1,1 | −1,1 | 1,7  | 5,0  | 9,1  | 12,7 | 14,6 | 14,2 | 10,7 | 7,2  | 2,6 | −0,2 | ⌀ | 6,3   |
|                        |      |      |      |      |      |      |      |      |      |      |     |      |   |       |
| Niederschlag (mm)      | 73   | 56   | 62   | 67   | 79   | 83   | 79   | 81   | 91   | 97   | 89  | 90   | Σ | 947   |
|                        |      |      |      |      |      |      |      |      |      |      |     |      |   |       |
| Sonnenstunden (h/d)    | 2,0  | 3,4  | 5,2  | 6,2  | 6,8  | 8,2  | 8,7  | 7,8  | 6,1  | 3,7  | 2,2 | 1,5  | ⌀ | 5,2   |
|                        |      |      |      |      |      |      |      |      |      |      |     |      |   |       |
| Regentage (d)          | 9,5  | 7,9  | 8,2  | 8,6  | 10,2 | 9,1  | 8,1  | 7,8  | 8,3  | 9,7  | 9,9 | 10,3 | Σ | 107,6 |
|                        |      |      |      |      |      |      |      |      |      |      |     |      |   |       |
| Luftfeuchtigkeit (%)   | 81   | 75   | 68   | 65   | 68   | 66   | 64   | 67   | 73   | 80   | 82  | 82   | ⌀ | 72,6  |

| −1,1 |

| −1,1 |

| 1,7 |

| 5,0 |

| 9,1 |

| 12,7 |

| 14,6 |

| 14,2 |

| 10,7 |

| 7,2 |

| 2,6 |

| −0,2 |

| −1,1 |

| −1,1 |

| 1,7 |

| 5,0 |

| 9,1 |

| 12,7 |

| 14,6 |

| 14,2 |

| 10,7 |

| 7,2 |

| 2,6 |

| −0,2 |

## Geschichte

### Ursprung und Erstdokumentation
Genf war in der Keltenzeit eine befestigte Grenzstadt der Allobroger gegen die Helvetier. Der erstmals in Caesars De bello Gallico bezeugte Ortsname (58 v. Chr. Genava) wird herkömmlich auf keltisch *genaua ‹Mündung› (vgl. walisisch genau ‚Mund‘) zurückgeführt, wie ähnlich Genua und Arguenon. Da Genf nicht an einer Mündung, sondern an einem Abfluss liegt, wurde als Alternative vorgeschlagen, den Namen von indogermanisch *genu-, *gneu- ‹Knie, Ecke, Winkel› herzuleiten.

### Wechselnde Herrscher bis in das 15. Jahrhundert
Genf gelangte um 120 v. Chr. unter die Herrschaft der Römer. Zur Zeit des Römischen Reiches diente es als Brückenkopf, von 400 bis 1536 war es ein Bischofssitz. Im fünften und neunten Jahrhundert fungierte es zudem als Sitz der burgundischen Könige. Im Jahr 563 wurden beim Tauredunum-Ereignis, einem Tsunami im Genfersee, viele Einwohner getötet.
Seit dem 10. Jahrhundert hat der Genfer Bischof eigene Silbermünzen prägen lassen. Ab dem Jahr 1026 gehörte Genf zum burgundischen Reichsteil des Heiligen Römischen Reichs, innerhalb dessen es ein bischöfliches Territorium wurde. Am 1. August 1034 wurde der Erwerb Burgunds durch Konrad II. (HRR) in der Genfer Kathedrale gefeiert. Der Rechtsbezirk des Bischofs wurde gegenüber den Ansprüchen des Grafen von Genf in der Urkunde Placitum de Seyssel von 1124 umschrieben. 1162 verlieh Friedrich I. dem Bistum Unabhängigkeit und Reichsunmittelbarkeit. Im 13. Jahrhundert wurde Genf eine bedeutende Messestadt, was dem städtischen Bürgertum mehr Einfluss brachte. Der Genfer Bischof verlieh der Stadt Genf 1387 verschiedene Freiheitsrechte wie etwa das Bürgerrecht. 1467 gewährten die Savoyer den Genfern Handelsfreiheit auf ihrem Territorium. Bischof Antoine Champion versammelte im Jahr 1493 etwa 500 Priester in der Kirche St. Pierre und prangerte den lasterhaften Lebenswandel der Geistlichen an:

«Die dem Dienste Gottes gewidmeten Menschen müssen sich durch ein reines Leben auszeichnen; nun aber haben sich unsere Priester allen Lastern ergeben und führen ein verruchteres Leben als die übrige Herde. Die einen tragen offene Kleider, die anderen setzen Kriegerhelme auf, ziehen rote Kasaken oder Kürasse an, besuchen die Märkte, frequentieren die Kneipen und Bordelle, betragen sich wie Komödianten oder umherziehende Schauspieler, leisten falsche Eide, leihen auf Pfänder und verkaufen schändlicherweise Meineidigen und Mördern Ablässe.»

### Genf zwischen dem 16. und 18. Jahrhundert

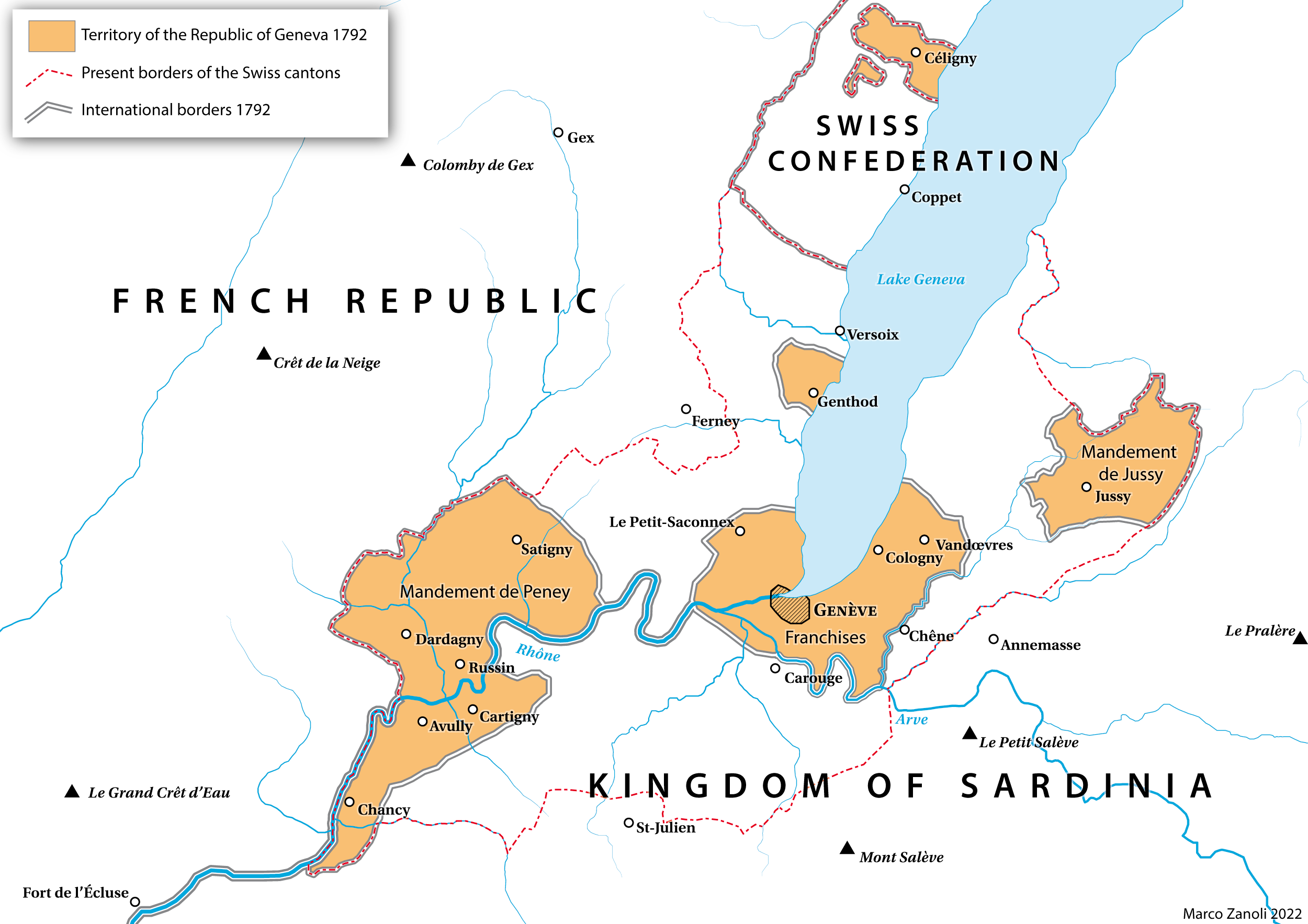
Gebiet des Stadtstaates Genf 1792

1526 trat Genf einem Städtebund zusammen mit Bern und Freiburg bei. Nach überzeugenden Predigten von Guillaume Farel wurde im Jahr 1536 die Reformation eingeführt und die unabhängige Republik Genf ausgerufen. Freiburg löste daher sein Bündnis mit Genf, worauf die Stadt mehrmals vergeblich versuchte, als Zugewandter Ort in die Schweizerische Eidgenossenschaft aufgenommen zu werden. Nur die evangelischen Städte Bern und Zürich schlossen 1584 ein Burgrecht mit Genf. Der französische Reformator Johannes Calvin gründete im Jahr 1559 die Genfer Akademie, aus der sich die heutige Universität Genf entwickelte. Nach dem missglückten Versuch, die Stadt in einer Dezembernacht 1602 zu überfallen (Escalade de Genève), erkannte Savoyen die Unabhängigkeit Genfs 1603 im Vertrag von Saint-Julien an. Genf war ab 1540 bis 1700 für französische und italienische evangelische Glaubensflüchtlinge, den Hugenotten und Waldensern, ein wichtiger Zufluchtsort und eine neue Heimat geworden. Die zugewanderten Familien waren aber nicht nur eine Last für die Stadt, sondern auch eine gesellschaftliche und wirtschaftliche Bereicherung durch ihre Bildung und Kenntnisse in Seidenproduktion und -handel und in der Uhrmacherkunst, die sie mitbrachten und in Genf und Umgebung ansiedelten.
Im Jahr 1781 errangen Bürgertum und Arbeiterschaft die Vorherrschaft, woraufhin eine repräsentativ-demokratische Verfassung angenommen wurde, bevor im Jahr darauf mit Hilfe bernisch-savoyischer Truppen das Patriziat erneut die Macht ergriff und viele Industrielle als Exponenten des Bürgertums in die Emigration gingen. Die Auseinandersetzung 1781 war die letzte in einer Reihe von sozialen Konflikten im 18. Jahrhundert: die Affäre Fatio 1707, das Tamponnement 1734 bis 1738 und Rousseau 1762 bis 1768, die als Genfer Revolutionen bezeichnet werden. Es ging stets um wirtschaftliche Gleichstellung und erleichterten Zugang zur Neubürgerschaft. 1776 entstand die erste Société des Arts.

### Vom Stadtstaat zum Schweizer Kanton (1798 und 19. Jahrhundert)

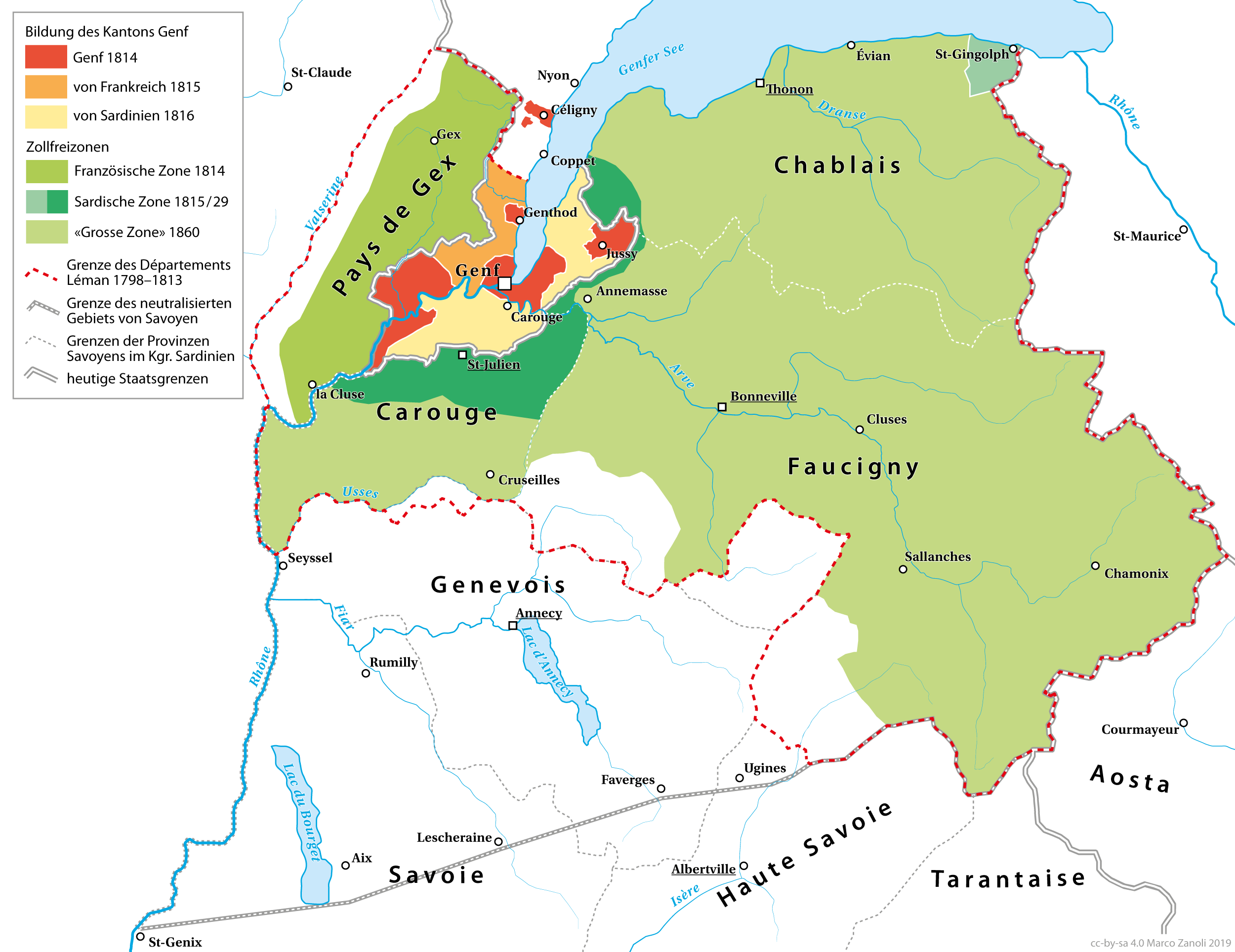
Karte zur Entstehung des schweizerischen Kantons Genf und der Freizonen 1814 bis 1860

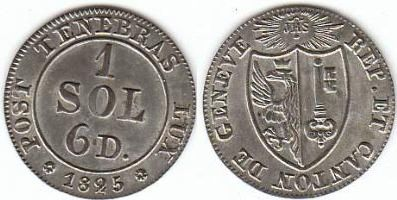
1 Sol von 1825

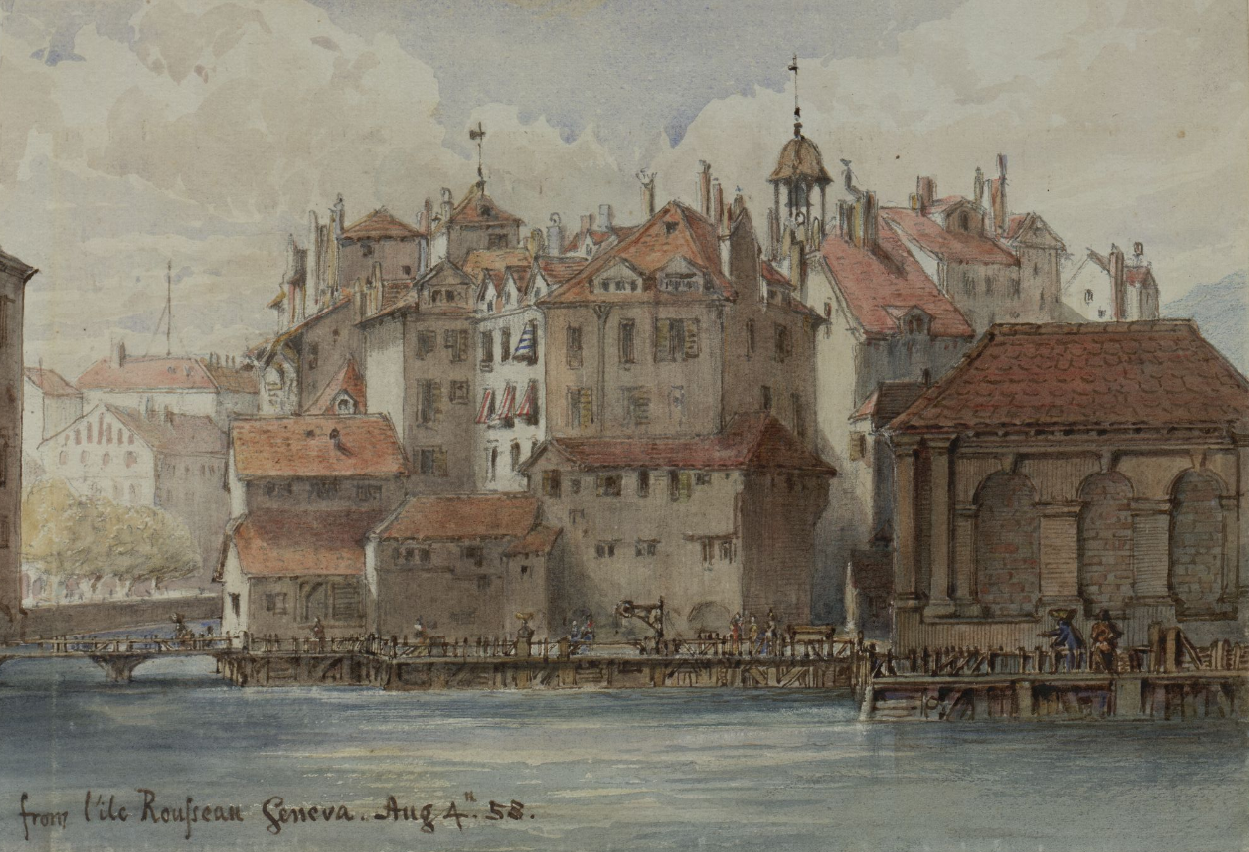
Frances Elizabeth Wynne: Ansicht von Genf von der Rousseau-Insel, 1858

Am 15. April 1798 wurde Genf von Frankreich annektiert. Der Vereinigungsvertrag vom 26. April 1798 regelte die Überführung der Republik Genf in den französischen Staat. Im August 1798 wurde die Stadt Hauptort des neu geschaffenen Départements Léman. Während der französischen Periode wurde der Code civil eingeführt, und die Stadt wurde zum Mittelpunkt der Verwaltung der ganzen Region, was ihr auch wirtschaftliche Vorteile brachte. Allerdings wurden seit 1802 in Genf auch Truppen für die Napoleonischen Kriege ausgehoben.
Am 31. Dezember 1813 wurde Genf von österreichischen Truppen besetzt. Nachdem zuerst die Unabhängigkeit der Stadtrepublik ausgerufen worden war, bat Genf um Aufnahme in die Eidgenossenschaft. Am 1. Juni 1814 landeten schweizerische Truppen in Übereinstimmung mit den Beschlüssen des Wiener Kongresses in Genf, und am 12. September bestätigte die eidgenössische Tagsatzung offiziell die Aufnahme Genfs als 22. Kanton in die Eidgenossenschaft. Der Vereinigungsvertrag wurde am 19. Mai 1815 unterzeichnet. Die Stadt Genf wurde damit zum Hauptort des neugebildeten gleichnamigen Kantons Genf. Die britische Schriftstellerin Mary Shelley klagte in einem Brief vom 1. Juni 1816 über den Abriss des Genfer Theaters, das streng puritanische Genf war dennoch weltläufig und aufgeschlossen genug, um 1818 das Musée académique zu gründen, das zwei Jahre später in der Grand-Rue 11 eröffnete.
Der Kanton wurde im Zweiten Pariser Frieden (1815) und im Vertrag von Turin um französische und sardische Gebiete erweitert, so dass das Genfer Gebiet eine Landverbindung zur restlichen Schweiz erhielt. Um Genf wirtschaftlich nicht von seinem Umland abzuschnüren, wurden sukzessive mehrere Zollfreizonen um Genf geschaffen, die bis 1860 schliesslich fast das ganze ehemalige Gebiet des Départements Léman umfassten. 1821 wurde am Vorbild der Basler Mission die Société genevoise des missions évangéliques gegründet. Im Mai 1838 entstand in Genf der Grütliverein.
Im Jahr 1863 wurde der Landschaftsarchitekt Charles-Guillaume Nitzschner mit der Planung der städtischen Promenaden und Parkanlagen beauftragt. Genf wurde 1864 Sitz des Internationalen Komitees vom Roten Kreuz. Im selben Jahr rief Johann Philipp Becker in Genf eine deutschsprachige Sektion der Ersten Internationale ins Leben, die im September 1866 den ersten Kongress der Internationalen Arbeiterassoziation (IAA) abhielt. Forderungen der 25 Sektionen und elf kooperierenden Gesellschaften waren der Arbeiterschutz, der Achtstundentag und das Verbot der Kinderarbeit. Im ausgehenden 19. Jahrhundert profitierte die Entwicklung der Uhrenindustrie vom Aufbau eines Druckwassernetzes zur Energie- und Trinkwasserversorgung der Stadt. Mit der 1886 in Betrieb genommenen Usine des Forces Motrices wurde auch die Regelung des Wasserspiegels für den Genfersee eingeführt. Der zunehmende Energiebedarf der Industrie machte den Bau der Usine de Chèvres, des damals grössten Kraftwerks Europas, nötig.
In den Jahren 1868, 1869 und 1870 streikten die Bauarbeiter. Karl II. Herzog von Braunschweig hatte der Stadt 1873 ein Vermögen von 1 Milliarde Franc hinterlassen, von dem sie 2 Millionen für den Bau des Monument Brunswick aufbrauchte. Mit einem guten Teil des verbleibenden Erbes schuf sie sich zwischen 1873 und 1879 das Grand Théâtre de Genève. Das damals grösste Theater der Schweiz, entworfen von Gottfried Semper, zählte 1450 Sitzplätze. Zur Eröffnung spielte die Oper Wilhelm Tell von Gioachino Rossini. Der Abbruch der Stadtmauern unter James Fazy machte ab 1849 Platz für nichtreformierte Gotteshäuser wie jener der Anglikanischen Gemeinschaft, der Synagoge Beth-Yaacov oder im Jahr 1866 der russisch-orthodoxen Kreuzerhöhungskathedrale. Unter den nicht wenigen russländischen Gästen Genfs befand sich, auf der Flucht vor seinen Gläubigern, von August 1867 bis Mai 1868 auch Fjodor Dostojewski. Ebenfalls auf dem Grund der Stadtmauer entstand 1890–1892 das Hôtel des Postes, als Poste du Mont-Blanc bekannt, entworfen von Marc Camoletti.
1873 wurde die Universität Genf, aber auch die Antiautoritäre Internationale gegründet. Dazu reiste Michail Bakunin an. Der russische Adlige und Revolutionär war mit Genf vertraut, wo er 1867 die Internationale Friedensliga gegründet hatte. Auch die Juraföderation gewann Einfluss unter den Arbeitern. Hingegen ganz in einem bürgerlichen Geist fand 1896 die zweite Schweizerische Landesausstellung mit dem folkloristischen Village Suisse statt, das den Genfern inländische Kultur als exotische Attraktion näher brachte und nur durch die Völkerschau eines Village Noir übertroffen wurde, das 227 Menschen aus dem heutigen Senegal zeigte, die unter der diffamierenden Beschilderung «unzivilisierte Völker» der Schaulust der Ausstellungsbesucher ausgesetzt waren. Der Parc de Plaisance bot ein Kongolesisches Panorama nach belgischen Vorstellungen, ein Javanesisches Theater (Schattentheater), arabische Musik und weitere Lustbarkeiten.
Dem Bedarf nach Kunstgewerbe der Luxusgüterindustrie entsprechend, gab es seit 1885 ein Musée des Arts décoratifs in der Uhrmacherschule. Der Anarchist Luigi Lucheni erstach im September 1898 Elisabeth von Österreich-Ungarn in der Stadt am Ufer des Genfer Sees. 1895 kam es in Genf zu Gesprächen zwischen Wladimir Iljitsch Uljanow, genannt Lenin, und Georgi Walentinowitsch Plechanow. 1898 streikten die Bauarbeiter erneut.

### Das internationale Genf im 20. Jahrhundert
1902 wurde in Genf ein Generalstreik durchgeführt. Zugleich etablierte sich in Genf vor dem Ersten Weltkrieg der Kunsthandel. Der Pastor Antony Krafft-Bonnard betrieb in Zusammenarbeit mit dem US-amerikanischen Hilfswerk Near East Relief in den 1920er Jahren ein Waisenhaus für Kinder, die den Völkermord an den Armeniern überlebt hatten. Von 1920 bis 1946 war Genf Sitz des Völkerbundes, dem die Schweiz nach der Volksabstimmung vom 19. Mai 1920 beitrat. Die Eröffnungsrede der konstituierenden Versammlung hielt Bundespräsident Giuseppe Motta. Der Völkerbund bezog das Palais Wilson. Vom 4. bis 23. Mai 1927 wurde in Genf die erste Weltwirtschaftskonferenz abgehalten. Im März 1930 gründete der Libanese Chakib Arslan in Genf die Zeitung La Nation arabe. Vom 16. bis 25. August 1939 fand in Genf der 21. Zionistenkongress statt. Genf wurde Sitz der jüdischen Organisation World ORT. 1954 folgte die Indochinakonferenz.
1931 wurden die früheren Gemeinden Eaux-Vives, Le Petit-Saconnex und Plainpalais mit der Stadt Genf fusioniert. Am 9. November 1932 kam es zu einem Massaker, der sogenannten «Blutnacht von Genf», als Soldaten 13 antifaschistische Demonstranten erschossen und 60 schwer verletzten. Im Dezember 1932 wurde eine NSDAP-Ortsgruppe gegründet. Bei den Wahlen ins Kantonsparlament erzielte die extreme Rechte im November 1933 einen Stimmenanteil von 9 %. Im Zweiten Weltkrieg lieferte die Schweiz Waffen an die Nazis wie an die Alliierten. Das Genfer Unternehmen Tavaro verkaufte Zünder zum Preis von über 72 Millionen Franken an Nazi-Deutschland. Nach der Beendigung des politischen Burgfriedens der Schweiz im Zweiten Weltkrieg kam es in Genf zu Streiks, die sich im Frühjahr 1946 intensivierten. Nach den Bauarbeitern legten im November 1947 auch 250 Näherinnen der Haute Couture die Arbeit nieder. Am dritten Tag erkämpften sie sich 10 bis 15 Rappen zusätzlich die Stunde und den GAV. Ab 1964 erlebte Genf das Aufkommen einer lokal tätigen rechtspopulistischen Partei namens Vigilance.

### 21. Jahrhundert
Genf ist eine von elf Schweizer und eine von über einhundert europäischen Städten, die 2015 von der Gemeinschaft Evangelischer Kirchen in Europa den Ehrentitel «Reformationsstadt Europas» verliehen bekommen haben. Das Zusammenleben leidet zuweilen darunter, dass Personen mit Diplomatenstatus und deren Angehörige verschiedene Vorrechte und bei kleinen Vergehen strafrechtliche Immunitäten besitzen. Extrem hohe Wohnungsmieten, Steuergerechtigkeit und die Rolle der Grenzgänger aus Frankreich sind ein permanentes Politikum.

## Wappen
| Wappen von Genf | Blasonierung: «Gespalten, vorn in Gold ein rot gekrönter, gezungter und bewehrter schwarzer halber Adler am Spalt; hinten in Rot ein goldener Schlüssel mit Vierpassreite und mit geradem Taukreuzeinschnitt im linksgewendeten Bart.» |
| Wappen von Genf | Wappenbegründung: Das Genfer Wappen stellt die Verbindung des Bischofs (Schlüssel von Sankt Peter) und der Freien Reichsstadt (Reichsadler) dar. Es tauchte zum ersten Mal im 15. Jahrhundert auf.                                     |

## Bevölkerung

### Demografie
Genf war bis 1870 die bevölkerungsreichste Stadt der Schweiz. Diesen Platz hat danach die Stadt Zürich übernommen, wobei zwischen 1910 und 1995 auch die Stadt Basel bevölkerungsmässig grösser war. Per 31. Dezember 2023 zählte die Stadt Genf 206'635 Einwohner. Die Agglomeration Genf umfasste im Jahr 2007 471'314 Einwohner respektive landesübergreifend mit Frankreich 780'000 Einwohner. Der Ausländeranteil (gemeldete Einwohner ohne Schweizer Bürgerrecht) belief sich am 31. Dezember 2023 auf 50,1 Prozent (97'949 Einwohner). Dies erklärt sich insbesondere durch die Anzahl der internationalen Organisationen in der Stadt und die grenznahe Lage zu Frankreich (der Kanton Genf wird beinahe vollständig von Frankreich umschlossen). Genfs Stadtfläche beträgt 15,89 Quadratkilometer. Daraus ergibt sich eine statistische Bevölkerungsdichte von 13'004 Einwohnern pro Quadratkilometer (31. Dezember 2023). Der erweiterte Ballungsraum, die Metropolregion Genf-Lausanne, zählt 1,2 Millionen Einwohner.
| Jahr      | 1650   | 1690   | 1710   | 1798   | 1814   | 1834   | 1850   | 1870   | 1888   | 1900   | 1910    | 1930    | 1950    | 2000    | 2010    | 2014    | 2017    |
| --------- | ------ | ------ | ------ | ------ | ------ | ------ | ------ | ------ | ------ | ------ | ------- | ------- | ------- | ------- | ------- | ------- | ------- |
| Einwohner | 12'250 | 16'220 | 20'000 | 24'331 | 21'812 | 27'177 | 37'724 | 60'004 | 75'709 | 97'359 | 115'243 | 124'121 | 145'473 | 177'964 | 187'470 | 194'565 | 201'813 |

### Religionen
Im Jahr 2012 bekannten sich 49,2 Prozent der Bevölkerung ab 15 Jahren zum christlichen Glauben. 34,2 Prozent waren Angehörige der römisch-katholischen Kirche, 8,8 Prozent gehörten der evangelisch-reformierten Kirche und damit der Église Protestante de Genève an, 6,2 Prozent anderen christlichen Glaubensgemeinschaften. 38,0 Prozent waren konfessionslos, 6,1 Prozent gehörten islamischen Glaubensgemeinschaften und 1,6 Prozent jüdischen Gemeinschaften an.

## Politik
- EàG-UP: 9
- Grüne: 12
- SP: 18
- Mitte-GLP: 10
- FDP: 12
- MCG: 9
- SVP: 10

### Legislative – Gemeinderat
Die gesetzgeberische Gewalt wird durch den Munizipalrat (Conseil municipal) wahrgenommen. Er zählt 80 Sitze und wird alle fünf Jahre direkt vom Volk im Proporzwahlverfahren mit einer Sieben-Prozent-Hürde gewählt. Der Munizipalrat bestimmt das Stadtbudget und stimmt über Vorlagen der Stadtregierung (Conseil administratif) ab. Ausserdem kann er selbst Vorstösse lancieren. Die rechts stehende Grafik zeigt die Sitzverteilung nach den letzten Gemeindewahlen vom März 2025. Frühere Wahlergebnisse seit 1914 finden sich im Artikel Ergebnisse der Kommunalwahlen in Genf.

### Exekutive – Stadtregierung

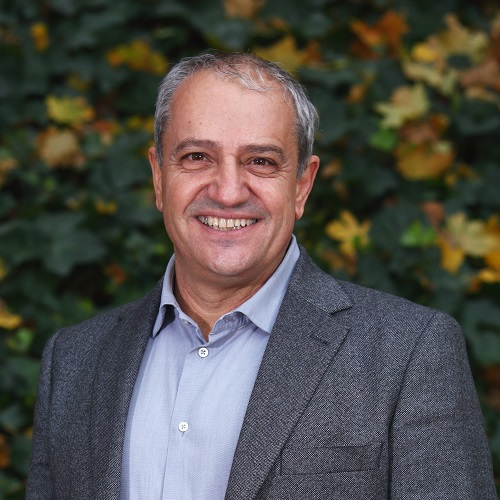
Alfonso Gomez ist in der Amtsperiode 2025/26 Präsident der Stadt Genf.

Die Stadtregierung (Conseil administratif, CA) besteht aus fünf gleichberechtigten Mitgliedern, die alle vier Jahre vom Volk in einer Majorzwahl einzeln gewählt werden. Das Amt des Stadtpräsidenten (Maire) wechselt jährlich im Turnus zwischen den Regierungsmitgliedern. Für den Zeitraum 1. Juni 2025 bis 31. Mai 2030 setzt sich die Stadtregierung wie folgt zusammen:
| Regierungsmitglied                          | Partei | im Amt seit | Département                                                       |
| ------------------------------------------- | ------ | ----------- | ----------------------------------------------------------------- |
| Christina Kitsos, Vizepräsidentin 2025/2026 | SP     | 2020        | Département de la cohésion sociale et de la solidarité            |
| Joëlle Bertossa                             | SP     | 2025        | Département de la culture et de la transition numérique           |
| Alfonso Gomez, Präsident 2025/2026          | Grüne  | 2020        | Département des finances, de l’environnement et du logement       |
| Marjorie de Chastonay                       | Grüne  | 2025        | Département de l’aménagement, des constructions et de la mobilité |
| Marie Barbey-Chappuis                       | Mitte  | 2020        | Département de la sécurité et des sports                          |

### Nationalratswahlen
Bei den Schweizer Parlamentswahlen 2023 betrugen die prozentualen Wähleranteile in Genf:
| SP   | Grüne | SVP  | FDP  | MCG  | GLP | Mitte | POP/Sol | EVP |
| ---- | ----- | ---- | ---- | ---- | --- | ----- | ------- | --- |
| 22,9 | 16,9  | 13,5 | 13,2 | 11,4 | 6,3 | 6,0   | 3,6     | 0,4 |

### Volksrechte
Das aktive Wahlrecht haben alle in der Stadt Genf wohnhaften Schweizer Bürger sowie ausländische Bürger (Einwohner ohne Schweizer Bürgerrecht), die seit mindestens acht Jahren in der Schweiz wohnhaft sind. Diese Regelung gilt seit 2005, als eine entsprechende kantonale Volksinitiative angenommen wurde. Das passive Wahlrecht ist weiterhin Schweizer Bürgern vorbehalten.
Mit den Unterschriften von fünf Prozent der Wahlberechtigten kann eine Volksabstimmung über einen Beschluss des Gemeinderates (Referendum) erzwungen oder ein eigener Vorschlag (Volksinitiative) eingereicht werden.

## Wirtschaft

### Genf als Finanzplatz
Die Stadtrepublik Genf prägte bis zum Jahr 1850 («Bundesgesetz über das eidgenössische Münzwesen») ihre eigenen Münzen. Diese waren für eine gewisse Zeit, wie in Frankreich lange Zeit üblich, in Sols unterteilt, danach wurden Francs geprägt.
1998 waren neun Privatbankiers in Genf domiziliert. Im Vergleich dazu gab es drei in Zürich und vier in Basel.
Von 1855 bis 1995 befand sich hier die Wertpapierbörse Genfer Börse, welche nach ihrem Zusammenschluss mit weiteren Handelsplätzen zur SIX Swiss Exchange gehört.

### Industrie
Als Heimat von Luxusuhrenherstellern wie Rolex (Hauptsitz), Omega, Patek Philippe, Vacheron Constantin, Frédérique Constant oder Baume & Mercier ist Genf eine der wichtigsten Uhrenstädte der Welt. Bekannt sind die vom heimischen Handwerk eingeführten Qualitätsmerkmale wie Genfer Siegel (Poinçon de Genève) und Genfer Streifen (Côtes de Genève, Filets). Ausserdem haben zahlreiche multinationale Unternehmen wie Procter & Gamble und Ralph Lauren ihren (europäischen) Hauptsitz in Genf. Über 28'000 Menschen arbeiten direkt für die in Genf ansässigen 30 internationalen Organisationen und die 172 akkreditierten Missionen; der Beitrag an der Wirtschaftsleistung des Kantons beträgt 9,2 Prozent.

### Verkehr

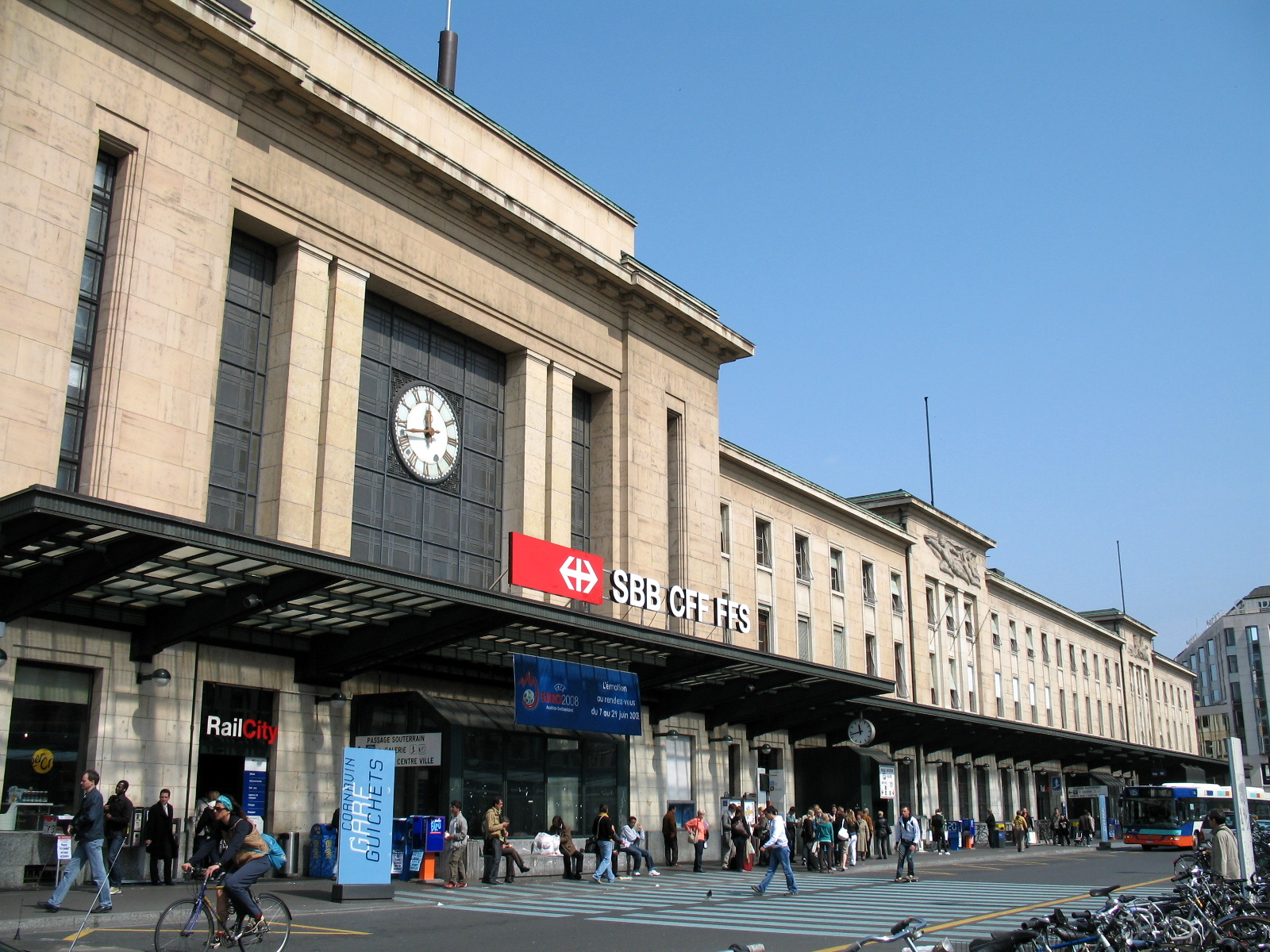
Bahnhof Genève-Cornavin (1927 bis 1933)

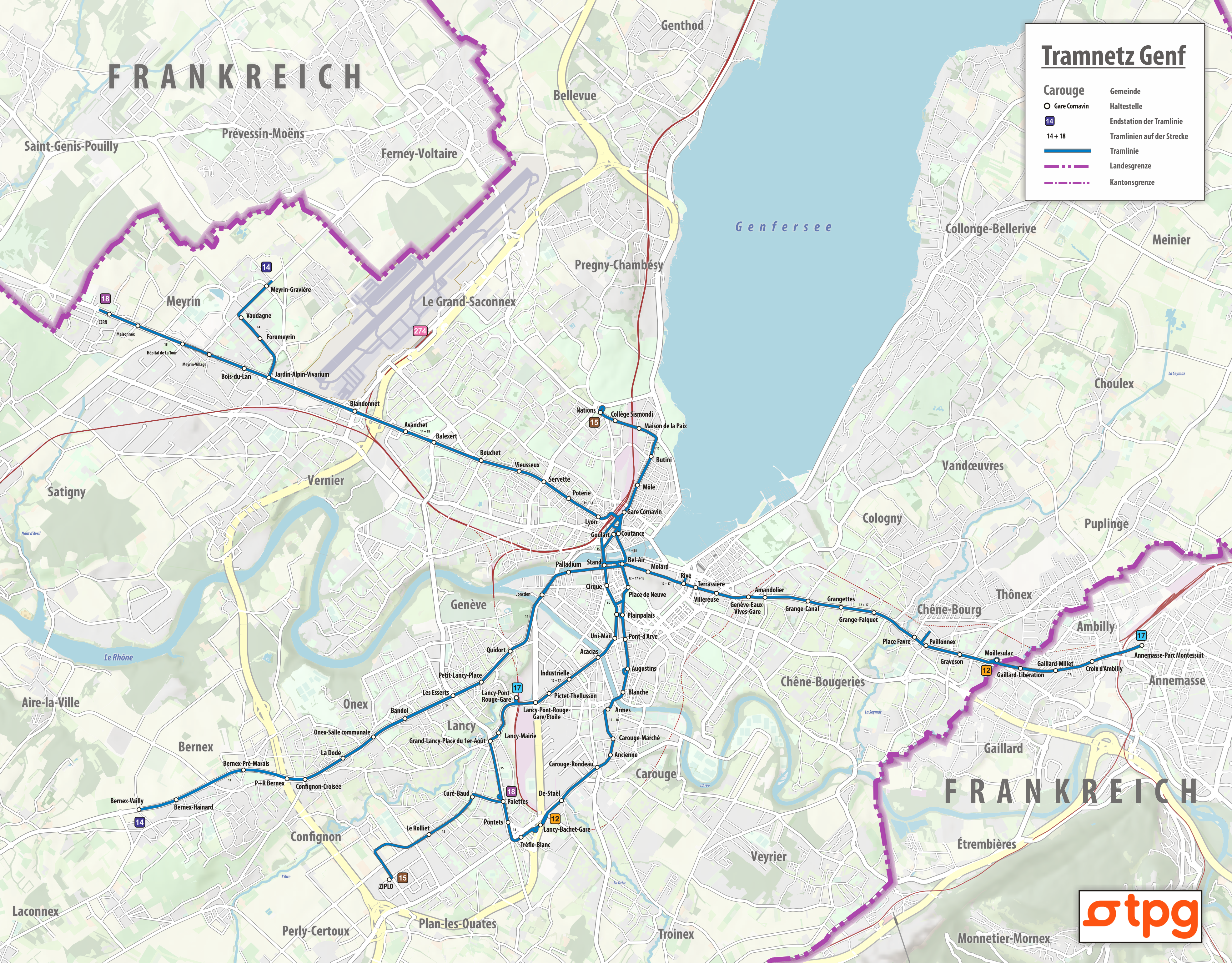
Streckennetz der Strassenbahn Genf

Mit dem Bahnhof Genève-Cornavin ist Genf ins europäische Schienennetz eingebunden. Vom Kopfbahnhof Gare des Eaux-Vives bestand eine Bahnverbindung nach Annemasse. Die neue Bahnstrecke Genève–Annemasse (CEVA), verbindet das SBB- und das SNCF-Netz seit dem 15. Dezember 2019. Genf verfügte bis 2012 über eine Verladestelle für Autoreisezüge, ab 2016 fand dort kein Autotransport mehr statt.
Im Genfer Vorort Cointrin liegt der zweitgrösste Flughafen der Schweiz, der Aéroport International de Genève.
Genf liegt an der Schweizer Autobahn A1 und den französischen Autobahnen A 40 und A 41.
Der öffentliche Personennahverkehr wird in der Stadt durch die Transports publics genevois (TPG) abgewickelt, diese betreiben auch die Strassenbahn Genf mit vier Linien und den Trolleybus Genf mit sechs Linien. Ferner ist Genf durch die Personenschifffahrt auf dem Genfersee mit zahlreichen Uferorten des Genfersees verbunden.
Wegen der engen Platzverhältnisse und des stetigen Wachstums der Stadt sind die Verkehrswege stark überlastet. Die Mobilitätsfrage gehört neben der Wohnungsnot zu den dringendsten Themen der Stadt und des Kantons Genf. Versuche, dem drohenden Verkehrskollaps Abhilfe zu schaffen, beispielsweise durch eine Brücke oder einen Tunnel zur Seequerung, scheiterten bisher insbesondere an den politischen Auseinandersetzungen zwischen der Stadt- und der Kantonsregierung. Neben Lyon, Kopenhagen und Luxemburg ist Genf eine Pilotstadt für autonome Minibusse im Rahmen des Horizon-2020-Projektes Autonomous Vehicles to Evolve to a New Urban Experience (Avenue).
Die Hans-Wilsdorf-Brücke überquert die Arve.

### Kunsthandel
Das Metropolitan Museum of Art hat 2006 im Zentrum von Genf ein neues Büro eingerichtet, das als Kontaktstelle für Sammler und Künstler dienen soll. In der Rhonestadt gibt es 120 Galerien und ein Zollfreilager, das wegen der dort zwischengelagerten Kunstwerke als grösstes «Museum» der Welt gilt, das allerdings nicht öffentlich zugänglich ist.

## Bildung, Kunst, Kultur und Sport

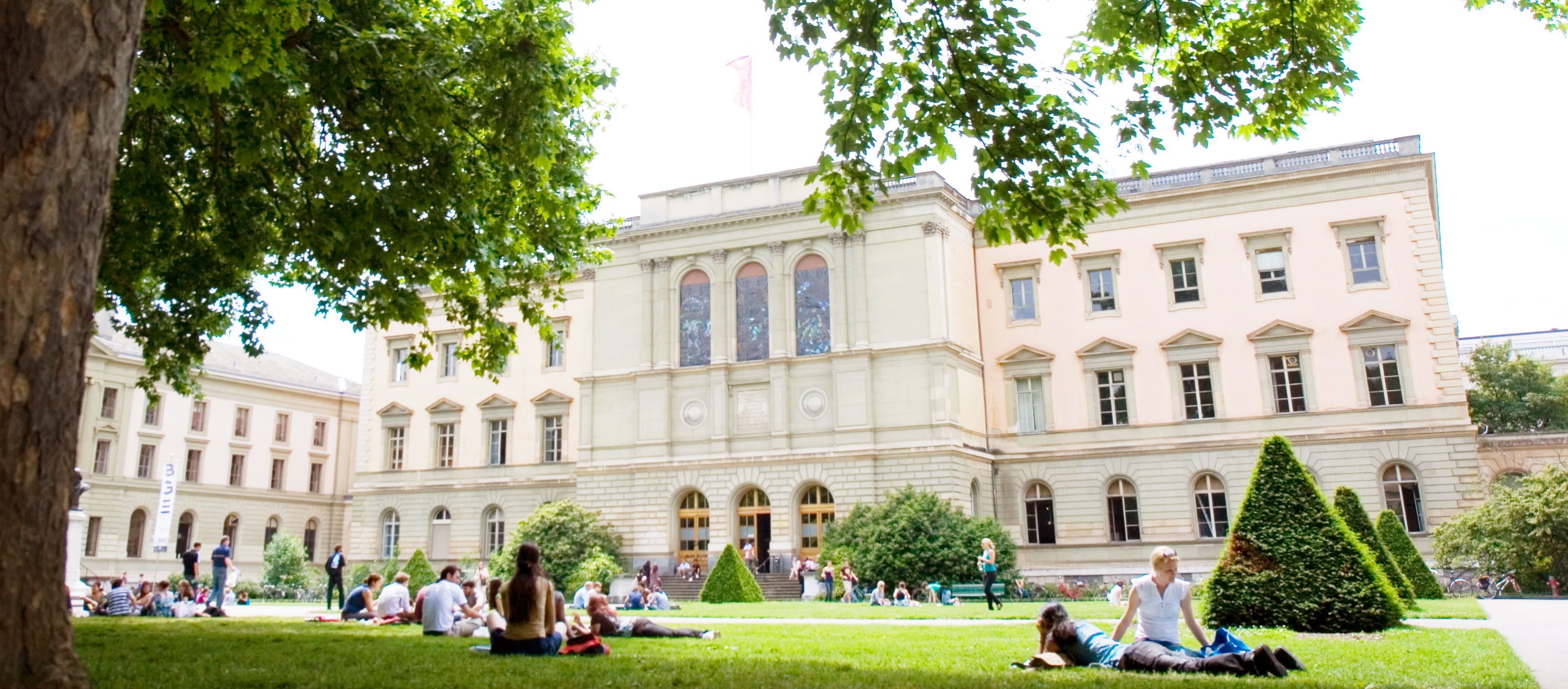
Altes Hauptgebäude der Universität Genf

Die Scènes du Grütli sind ein beliebter Anlaufpunkt im Kulturleben. 

### Schulen, Hochschulen
Wie jeder Schweizer Kanton hat der Kanton Genf sein eigenes Schulsystem. Es bestehen Primarschulen, untere Sekundarschulen (Cycle d’Orientation, Orientierungsschule), elf vierjährige Gymnasien (davon acht auf dem Stadtgebiet: Collège Calvin, Collège de Candolle, Collège Rousseau, Collège Sismondi, Collège Voltaire, Collège Nicolas-Bouvier, Collège Emilie-Gourd und Collège André-Chavannes) und andere Schulen der Sekundarstufe II.
Die Fachhochschule Westschweiz (Haute école spécialisée de Suisse occidentale) ist hier als Zentralhochschule vertreten mit den Hochschulen für Kunst und Design; Landschaftsplanung, Ingenieurberufe und Architektur; Business Administration; Gesundheit; Sozialarbeit und Musik.
Die Universität Genf wurde 1559 gegründet. Aus autonomen Universitätsinstituten wurde 2008 das Hochschulinstitut für internationale Studien und Entwicklung gebildet. Daneben existiert eine Vielzahl kleinerer Privatuniversitäten wie das International Institute in Geneva (früher International University in Geneva) und die Webster University Geneva.

### Museen

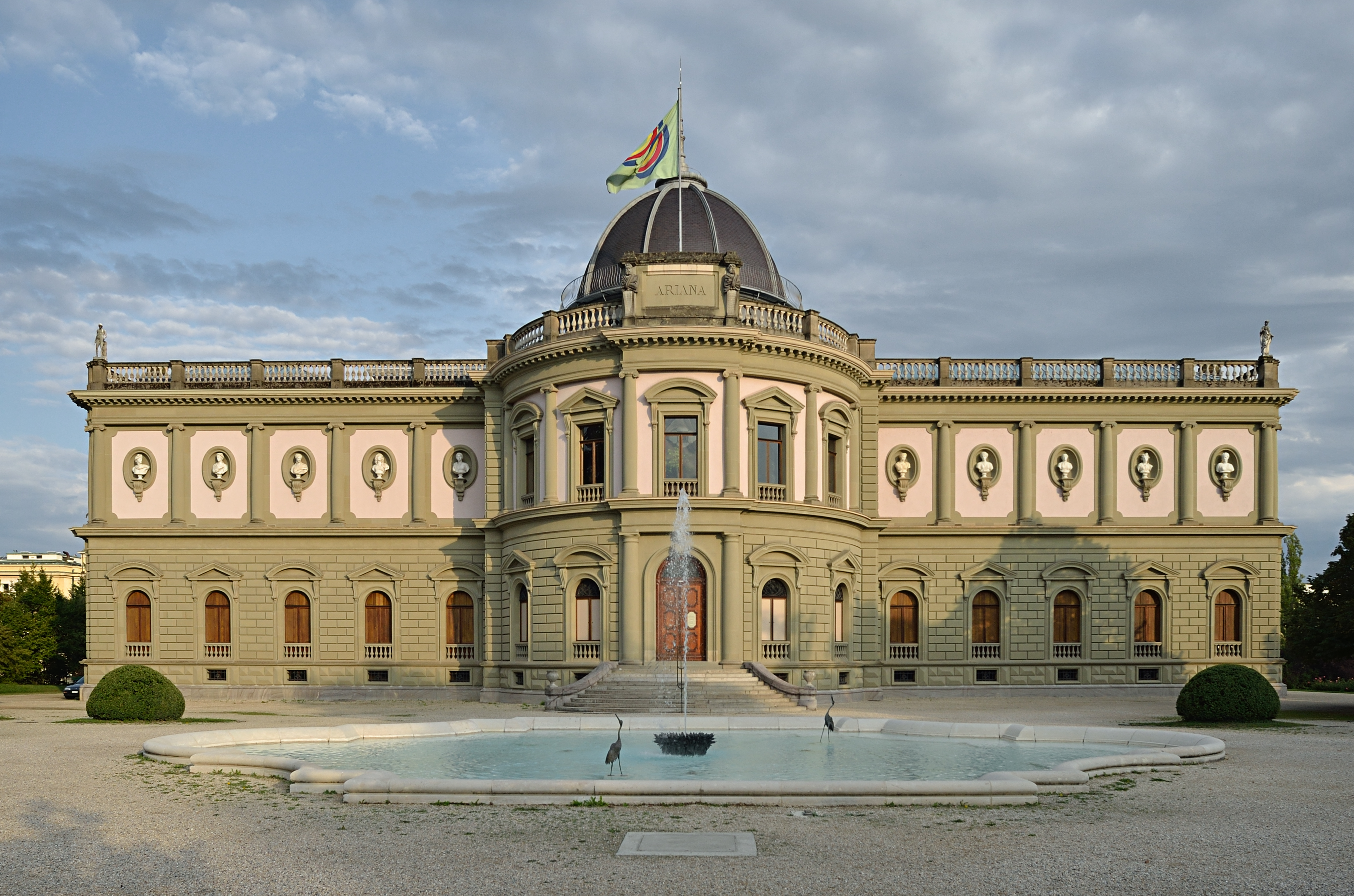
Das Musée Ariana

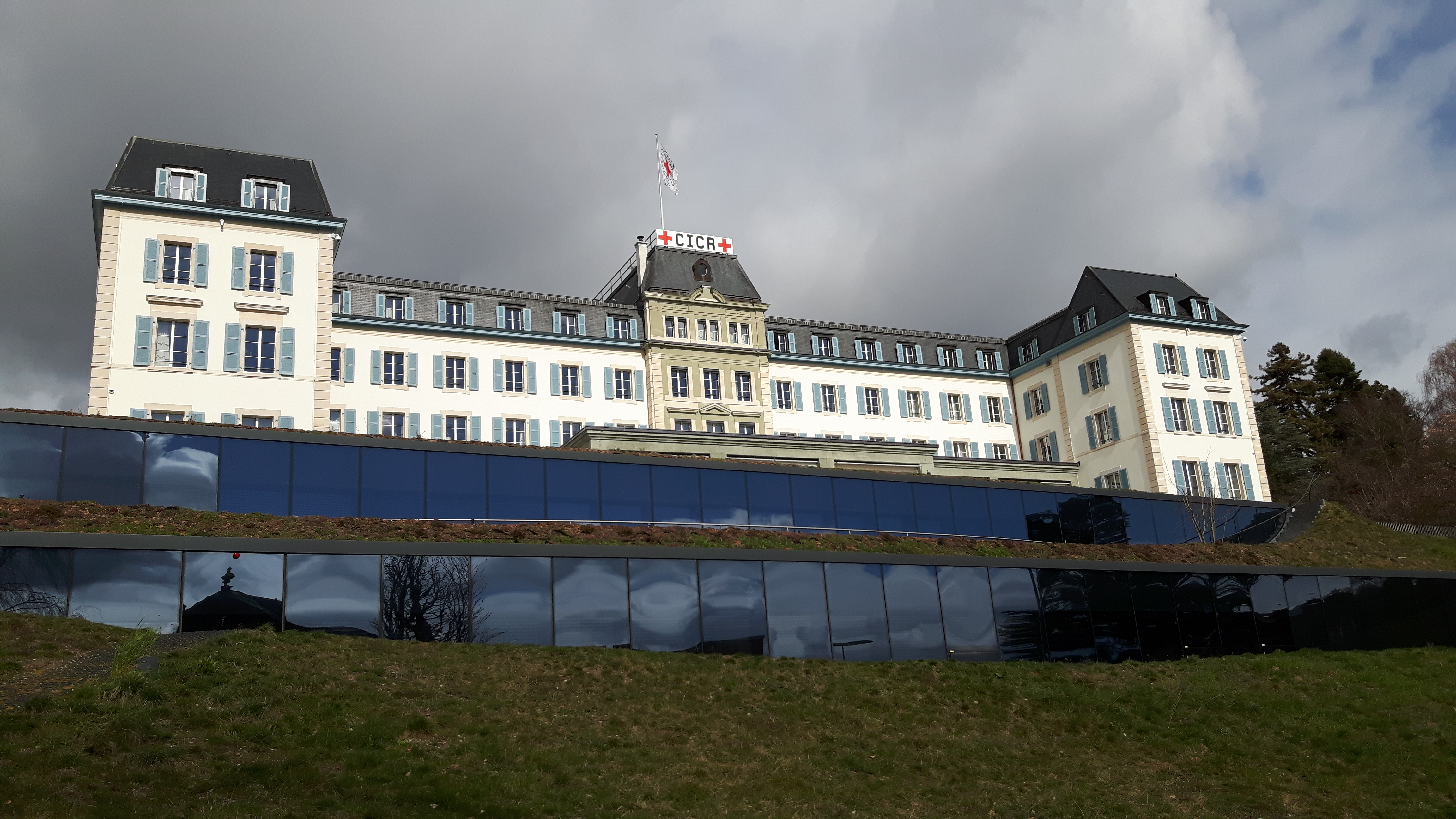
Internationales Rotkreuz- und Rothalbmondmuseum

- Musée d’art et d’histoire, Kunst- und Geschichtsmuseum
- Musée d’art moderne et contemporain
- Musée Ariana, Keramik- und Glasmuseum
- Musée d’ethnographie de Genève, Völkerkundemuseum
- Muséum d’histoire naturelle de la Ville de Genève, naturhistorisches Museum
- Musée Rath, Kunstmuseum
- Internationales Rotkreuz- und Rothalbmondmuseum
- Internationales Museum der Reformation
- Maison Tavel, Geschichtsmuseum

### Sehenswürdigkeiten
- Collège Calvin

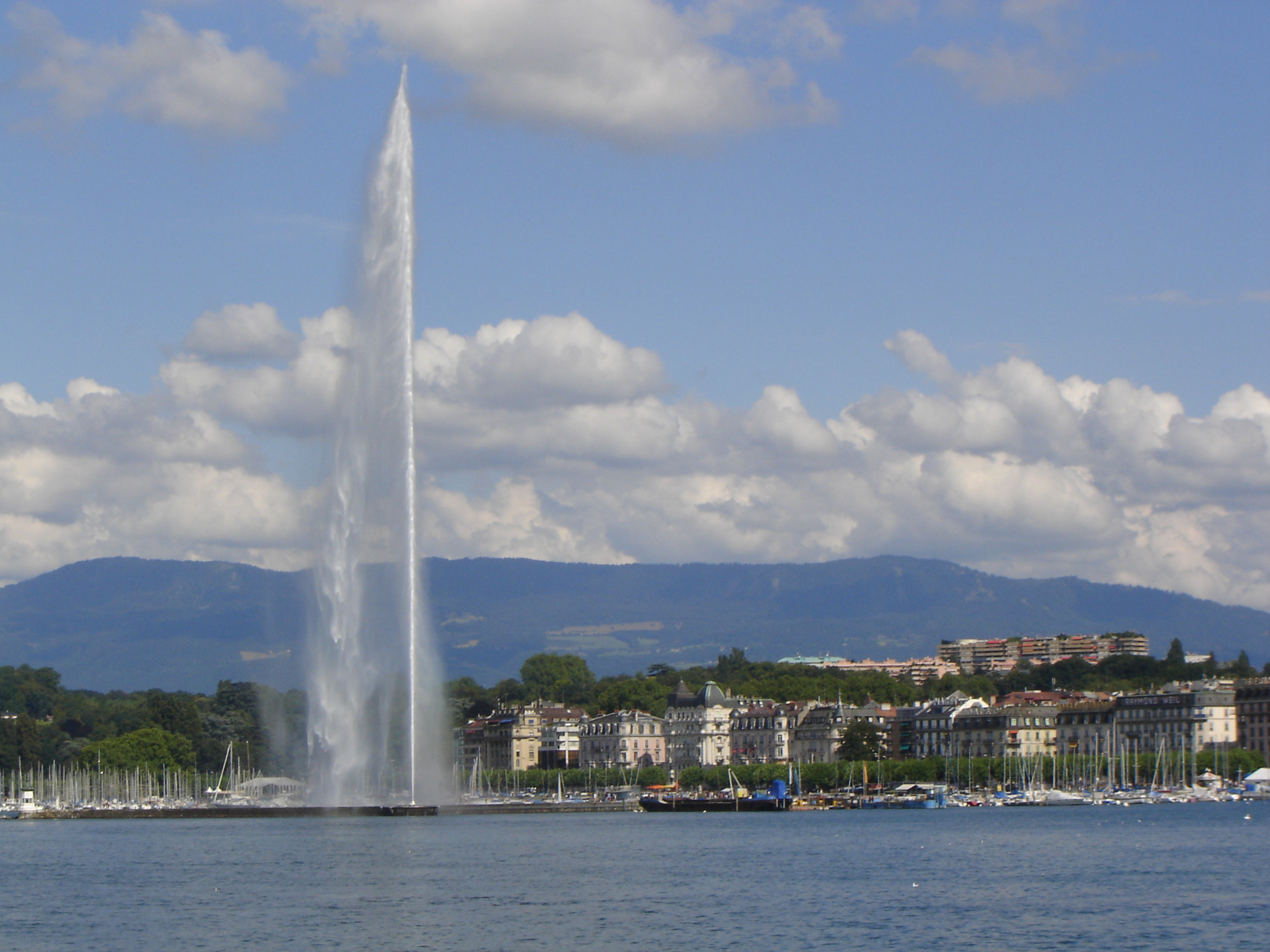
Der Jet d’eau

- Jardin Anglais (englischer Landschaftsgarten)
- Jet d’eau (Fontäne)
- Monument Brunswick
- Parc La Grange
- Jardin botanique de Genève (botanischer Garten)
- Kathedrale St. Peter (um 1232 vollendet)
- Temple de Saint-Gervais
- Basilika Notre-Dame de Genève (1852 bis 1857)
- Temple de la Fusterie (1713–1715)
- Genfer Moschee (Moschee Petit-Saconnex; 1978)
- Palais des Nations (Völkerbundpalast), Avenue de la Paix, Sitz der UNO, bis 1939 des Völkerbundes, mit dem Denkmal Broken Chair
- Rathaus (spätes 15. Jahrhundert)[69]
- Internationales Reformationsdenkmal (1917)
- Servetus-Gedenkstein (1903)
- Geburtshaus von Jean-Jacques Rousseau
- Russische Kirche
- Denkmal für Kaiserin Elisabeth von Österreich-Ungarn (1998)

Für besondere Verdienste um den Ortsbildschutz erhielt Genf vom Schweizer Heimatschutz im Jahre 2000 den Wakkerpreis.

### Sport
Nationale und internationale Bekanntheit erlangte die Stadt Genf im Sport unter anderem durch den Fussballverein Servette FC, der 17-mal den Schweizer Meistertitel erringen konnte, sowie durch das Eishockeyteam Genève-Servette HC. Der Rugbyverein Servette RC spielt in der französischen Meisterschaft. Eine örtliche Grossveranstaltung ist der jährliche Genf-Marathon. Genf ist der Start- und Endpunkt der Segelregatta Bol d’Or sowie der Tour du Léman für Ruderboote, die auf dem Genfersee ausgetragen werden.

### Regelmässige Veranstaltungen und Messen
Jährlich am 12. Dezember wird mit der Escalade de Genève die misslungene Eroberung durch Savoyen im Jahre 1602 gefeiert.
Im Messekomplex Palexpo werden zahlreiche Publikumsmessen und Fachmessen organisiert. Die wichtigsten internationalen Messen sind oder waren:
- EBACE, Luftfahrtmesse
- Internationale Messe für Buch und Presse
- Internationale Messe für Erfindungen
- ITU Telecom World, Telekommunikationsmesse
- Watches & Wonders Geneva (bis 2020: Salon International de la Haute Horlogerie, SIHH), Luxusuhren-Messe[70]
- Internationaler Autosalon (bis 2024)

### Musik
Jährlich finden regelmässig internationale Musikfestivals statt:
- Scène Ella Fitzgerald, Sommer-Musikfestival
- Fête de la musique, seit 2010[71]
- Plein-les-Watts-Festival, seit 2006[72]
- Fête de l’Olivier, Festival arabischer Musik, organisiert durch das ICAM seit 1980[73]
- The Geneva Brass Festival, Gründer Christophe Sturzenegger, 2010

### Preise
Die Stadt Genf vergibt seit 1947 alle vier Jahre Preise an Personen, die zur Ausstrahlung der Stadt in Kultur und Wissenschaft beigetragen haben (Prix de la Ville de Genève).
Die Stadt Genf verleiht seit 1997 jährlich mehrere Preise für Comics (ab 2015 in Zusammenarbeit mit dem Kanton Genf), siehe Prix Rodolphe-Töpffer.

### Küche
Genfer Spezialitäten sind die Longeole (Genfer Saucisson) und der Cardon épineux de Plainpalais, die beide vom Bundesamt für Landwirtschaft als AOC bzw. geschützte Herkunftsbezeichnung zertifiziert wurden oder das Entrecôte Café de Paris. Zur Escalade werden traditionell aus Schokolade geformte Töpfe mit Marzipanfüllung verzehrt, die Marmites d’Escalade. Beim Bahnhof Cornavin gibt es einen ganzen Stassenzug mit libanesischen Speiselokalen.

## Internationale Organisationen und vertretene Staaten

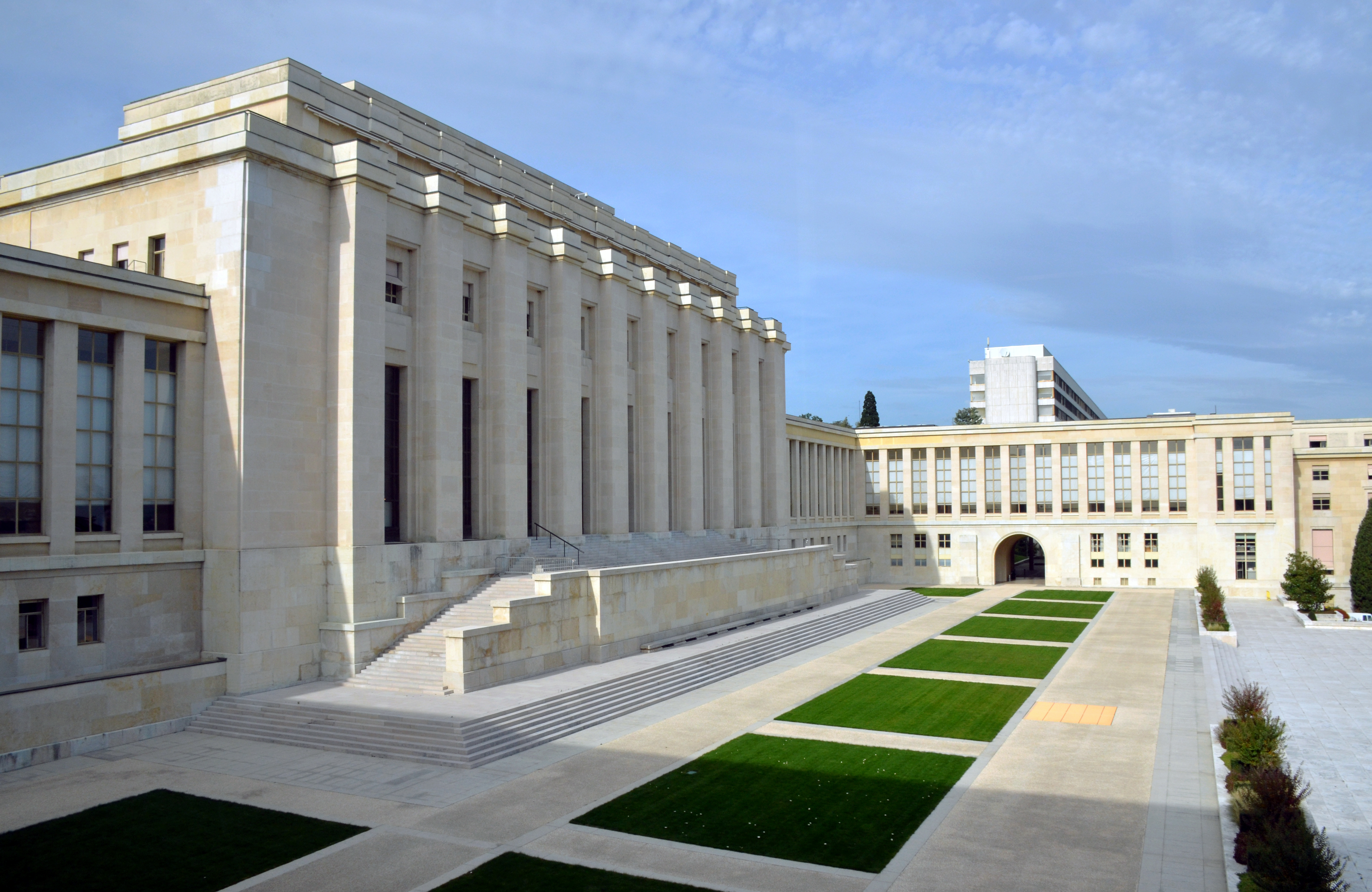
Aussenansicht des Palais des Nations

Genf beherbergt 40 internationale Organisationen (einschliesslich 5 der 15 spezialisierten Organisationen der Vereinten Nationen), unzählige Programme der Vereinten Nationen und Fonds sowie weitere Organisationen.
Des Weiteren sind in Genf 175 Staaten vertreten. Insgesamt befinden sich 256 Ständige Vertretungen, Repräsentationen und Delegationen in der Stadt.
Unabhängig davon ist Genf Sitz verschiedenster internationaler Organisationen.

## Städtepartnerschaften
Die Stadt Genf kennt keine expliziten Städtepartnerschaften, sondern erklärt sich mit der ganzen Welt verbunden.

## Persönlichkeiten

### Zeitweilige Bewohner
Nachfolgend eine unvollständige Aufzählung von Personen des öffentlichen Lebens mit Bezug zur Stadt Genf:

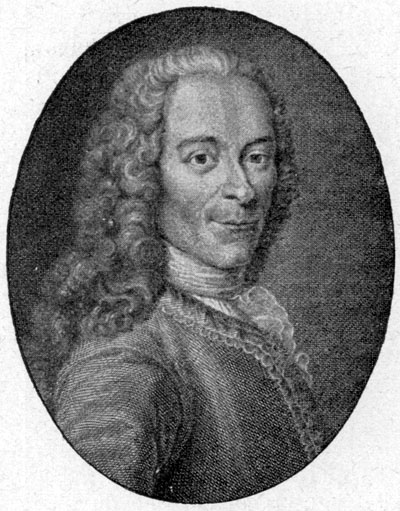
Voltaire, Philosoph und Schriftsteller
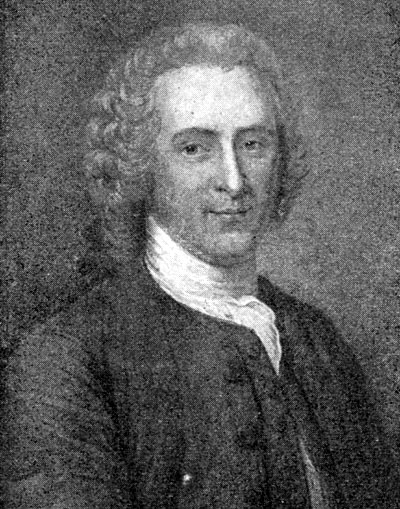
Jean-Jacques Rousseau, Schriftsteller
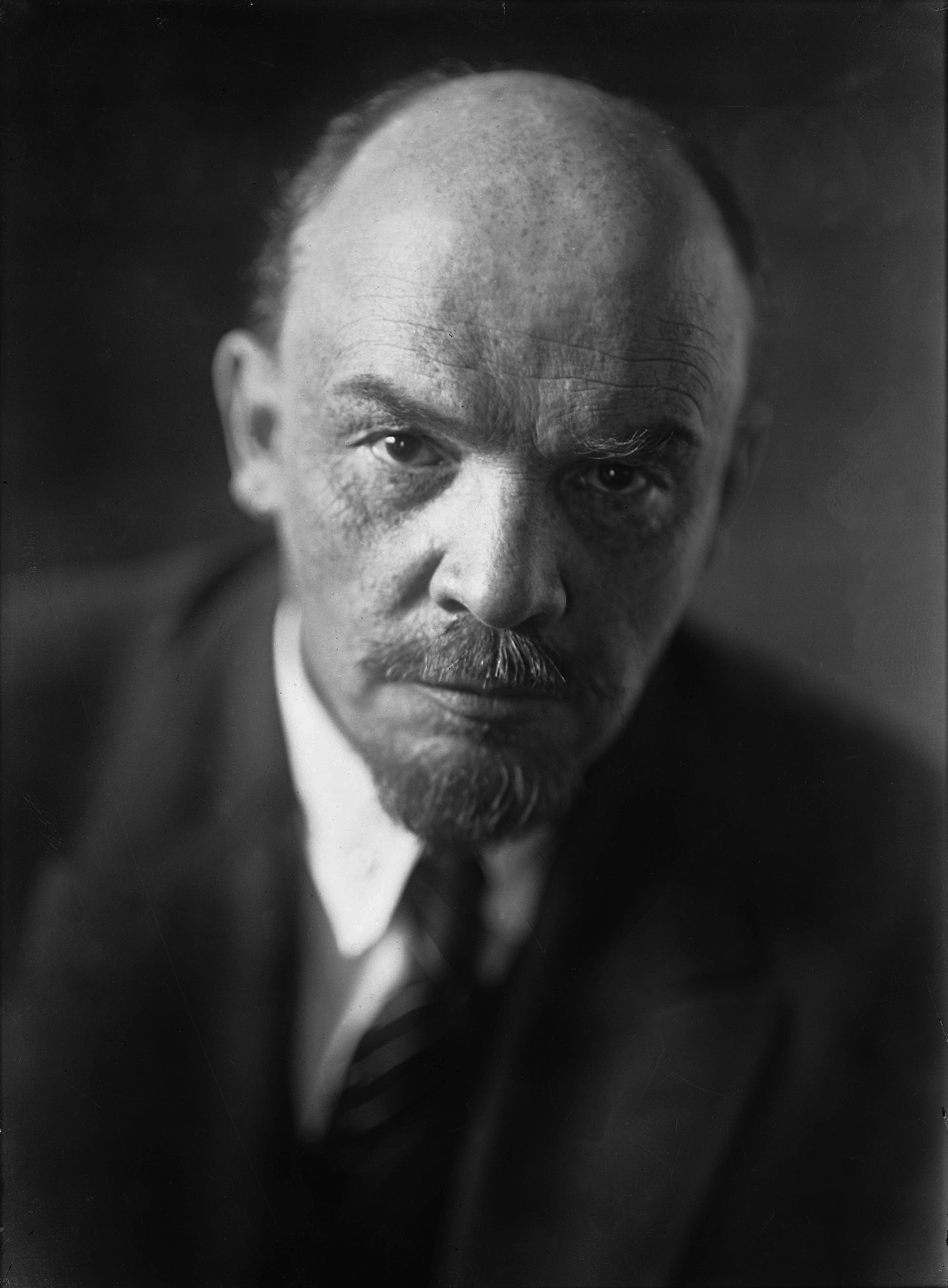
Wladimir I. Lenin, Revolutionär und Politiker
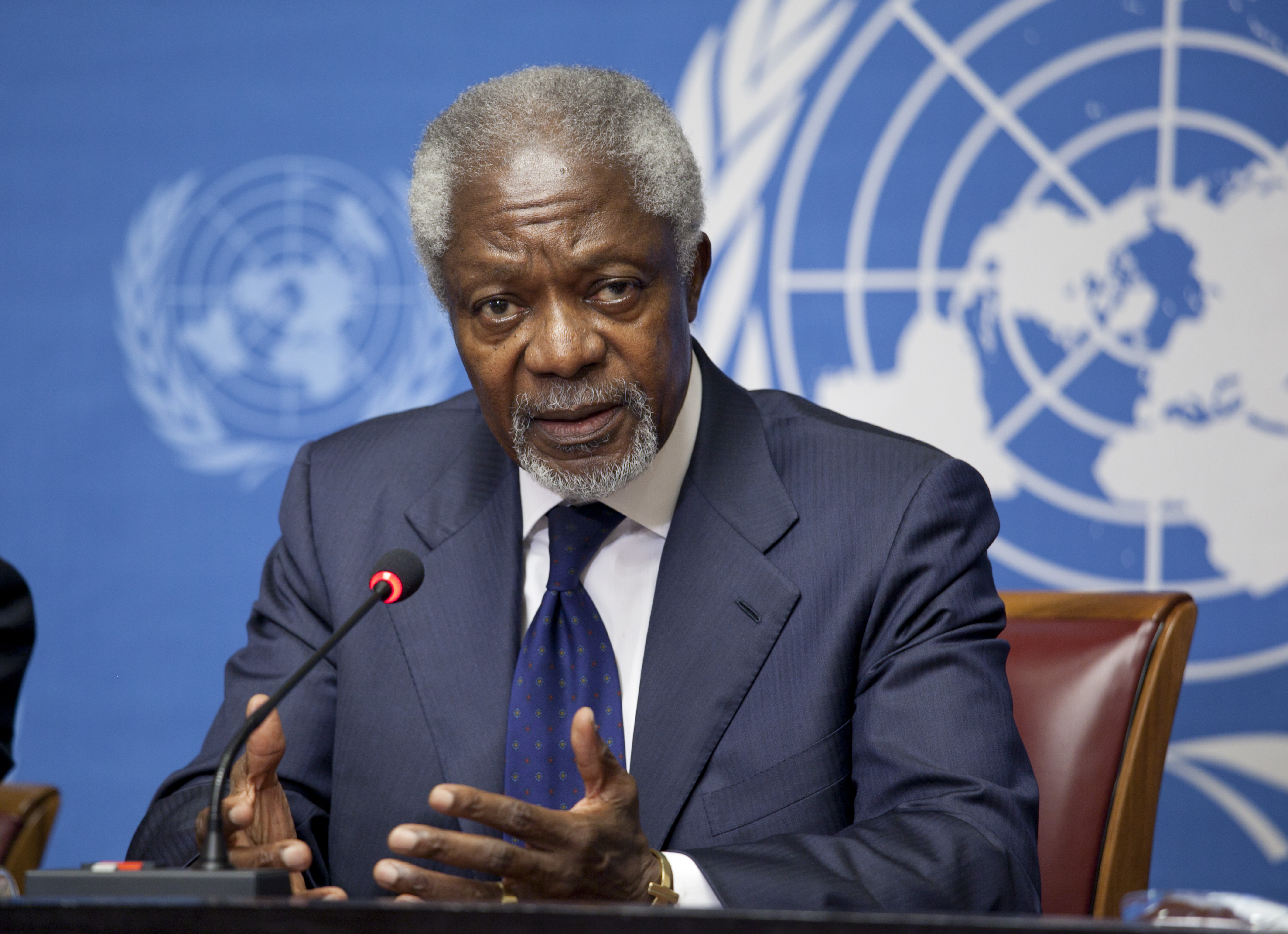
Kofi Annan, ehemaliger UN-Generalsekretär
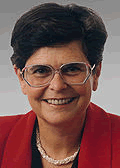
Ruth Dreifuss, erste Bundespräsidentin der Schweiz
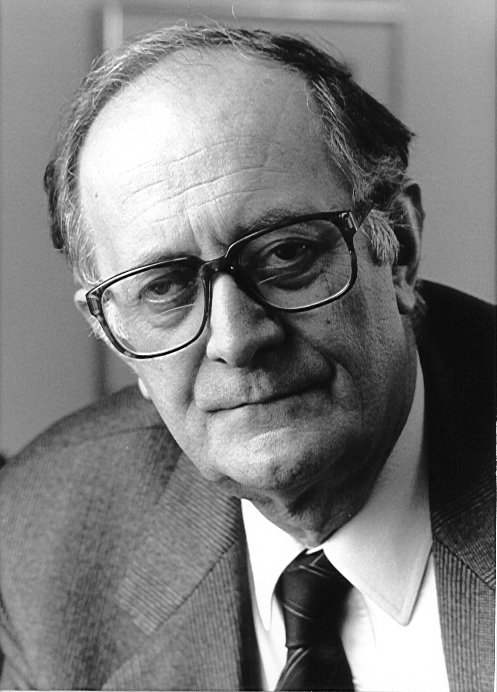
Cornelio Sommaruga, Präsident des Internationalen Komitees vom Roten Kreuz (IKRK)

- Vitale Albera (1799 bis um 1850), Doktor der Rechte, Revolutionär, Flüchtling, Anhänger Giuseppe Mazzinis[78]
- Kofi Annan (1938–2018), ghanaischer Diplomat, ehemaliger UN-Generalsekretär
- Ernest Ansermet (1883–1969), Dirigent
- Louis Appia (1818–1898), Chirurg
- Théodore Agrippa d’Aubigné (1552–1630), französischer Adeliger und protestantischer Militär
- Claude Baduel (1491–1561), evangelischer Geistlicher und Hochschullehrer
- Maria Belgia (1599–1647), portugiesische Prinzessin
- Alfred Berchtold (1925–2019), Historiker
- Wilhelm Steiger (1809–1836), reformierter Theologe und Hochschullehrer
- Caroline Barbey-Boissier (1847–1918), Botanikerin und Schriftstellerin
- Antoine Jean Baumgartner (1859–1938), evangelischer Theologe und Hochschullehrer
- Marguerite de Beaumont (1895–1986), Schwester der reformierten Frauengemeinschaft Communauté de Grandchamp
- Giovanni Benci (1394–1455), Generaldirektor der Bank Medici[79]
- Georges Berguer (1873–1945), evangelischer Geistlicher und Hochschullehrer
- Henri Berguer (1854–1937), evangelischer Geistlicher
- Johann I Bernoulli (1667–1748), Mathematiker und Arzt
- Bonaventure Corneille Bertram (1531–1594), französischer evangelischer Theologe und Hochschullehrer
- Théodore de Bèze (1519–1605), Genfer Reformator französischer Herkunft
- Marc Birkigt (1878–1953), Konstrukteur
- Louis Blondel (1885–1967), Archäologe und Mitbegründer der Pfadfinderbewegung
- Gottfried Bohnenblust (1883–1960), Hochschullehrer, Germanist, Literaturhistoriker, Komponist und Schriftsteller
- Jorge Luis Borges (1899–1986), argentinischer Schriftsteller und Bibliothekar
- Pierre Bouru (1928–2023), Jazzmusiker
- Jules Breitenstein (1873–1936), evangelischer Geistlicher und Hochschullehrer
- Félix Bungener (1814–1874), französisch-schweizerischer evangelischer Geistlicher
- Micheline Calmy-Rey (* 1945), Politikerin, Bundespräsidentin 2011
- Johannes Calvin (1509–1564), Reformator französischer Abstammung und Begründer des Calvinismus
- Sebastian Castellio (1515–1563), französischer humanistischer Gelehrter, Philosoph und protestantischer Theologe
- Charles Cellérier (1890–1966), evangelischer Geistlicher
- Jacob-Elisée Cellérier (1785–1862), evangelischer Geistlicher und Hochschullehrer
- Jean-Isaac-Samuel Cellérier (1753–1844), evangelischer Geistlicher
- Michel de Certeau (1925–1986), französischer Jesuit, Soziologe, Historiker und Kulturphilosoph
- Antoine de Chandieu (1534–1591), Reformator
- Samuel Chappuzeau (1625–1701), reformierter Reisender, Arzt, Schriftsteller und Lehrer aus Frankreich
- Victor Charbonnet (1861–1924), Ingenieur und freisinniger Politiker
- Arthur Chenevière (1822–1908), Bankier und Politiker
- Giuseppe Chiostergi (1889–1961), Freimaurer, Republikaner und Antifaschist[80]
- Albert Cohen (1895–1981), Schriftsteller
- Mathurin Cordier (1479–1564), französischer Pädagoge
- Georges Marie Martin Cardinal Cottier (1922–2016), Ordensgeistlicher, Theologe und Kardinal der römisch-katholischen Kirche
- John Cougnard (1821–1896), evangelischer Geistlicher und Hochschullehrer
- François de Curtine (15.–16. Jahrhundert), savoyischer Baumeister
- Jean-Philippe Dardier (1831–1923), französisch-schweizerischer Evangelist
- Marie Dentière (1495–1561), reformierte Theologin, Schriftstellerin und Reformationshistorikerin
- Nicolas Des Gallars (1520–1581), französisch-genferischer evangelischer Geistlicher und Hochschullehrer
- Rudiger Dornbusch (1942–2002), deutsch-US-amerikanischer Ökonom
- Ruth Dreifuss (* 1940), Politikerin, Bundespräsidentin 1999
- Benjamin Dufernex (1834–1885), Generalprokurator und Ständerat
- Guillaume-Henri Dufour (1787–1875), Humanist, General, Politiker, Kartograf und Ingenieur
- Jean-Etienne Dufour (1840–1893), Unternehmer und Politiker
- François Durel (1856–1906), französischer Architekt und Unternehmer, starb als Mordopfer
- Ubbo Emmius (1547–1625), evangelisch-reformierter Theologe, Historiker, Pädagoge und Gründungsrektor der Universität Groningen (Niederlande)
- Guillaume Farel (1489–1565), erster Reformator Genfs 1532–1538
- Henri Fazy (1842–1920), Historiker, Archivar und Politiker
- Théodore Fontana (1850–1907), Jurist und Politiker
- Gaston Frommel (1862–1906), evangelischer Geistlicher und Hochschullehrer
- Jean Gaberel (1810–1889), evangelischer Geistlicher und Hochschullehrer
- Agénor Étienne de Gasparin (1810–1871), reformierter Publizist und Kämpfer für die Religionsfreiheit in Frankreich
- Alberto Giacometti (1901–1966), Bildhauer, Maler und Grafiker der Moderne
- Alberto Ginastera (1916–1983), argentinischer Komponist
- Carlotta Grisi (1819–1899), italienische Tänzerin
- Emile Guers (1794–1882), französisch-schweizerischer Geistlicher und Begründer der Genfer Freikirche
- Alexandre Guillot (1849–1930), evangelischer Geistlicher und Schriftsteller
- Robert Haldane (1764–1842), schottischer Offizier und Laienprediger, der einen massgeblichen Einfluss auf die Erweckungsbewegung in Genf hatte
- Erich Hermès (1881–1971), Dekorationsmaler, Maler, Bildhauer, Grafiker und Plakatkünstler
- Ludwig Hohl (1904–1980), Schriftsteller
- Wladimir Iljitsch Uljanow (Lenin) (1870–1924), russischer kommunistischer Politiker und Revolutionär sowie marxistischer Theoretiker
- Werner Helwig (1905–1985), deutscher Schriftsteller und Mitglied des Nerother Wandervogels
- Ferdinand Hodler (1853–1918), Maler des Symbolismus und des Jugendstils
- Jean Jannon (1580–1658), schweizerisch-französischer Drucker und Schriftschneider
- Marie Jeanneret (1836–1884), Serienmörderin
- Marcel Junod (1904–1961), Arzt
- Jan Krugier (1928–2008), polnisch-schweizerischer Galerist und Kunstsammler
- Paul Lachenal (1884–1955), Politiker, mitverantwortlich für die Sicherstellung und Ausstellung der Werke des Prados in Genf 1939
- François Lachenal, Diplomat und Verleger
- Antoine de La Faye (1540–1615), französisch-genferischer evangelischer Geistlicher und Rektor der Universität
- Franz Jehan Leenhardt (1902–1990), französischer evangelischer Geistlicher und Hochschullehrer
- Antoine Léger der Ältere (1594–1661), französisch-schweizerischer evangelischer Geistlicher und Hochschullehrer
- Auguste Lemaître (1887–1970), evangelischer Geistlicher und Hochschullehrer
- Bernard Martin (1905–1995), evangelischer Geistlicher
- Jacques Martin (1794–1874), Soldat, evangelischer Geistlicher und Schriftsteller
- Raynald Martin (1906–1998), evangelischer Geistlicher
- Antoine Maurice der Ältere (1677–1756), französisch-genferischer evangelischer Geistlicher und Hochschullehrer
- Edouard Montet (1856–1934), französisch-schweizerischer evangelischer Geistlicher und Hochschullehrer
- Bernard Morel (1921–1996), evangelischer Geistlicher und Hochschullehrer
- Pierre Moriaud (1845–1914), Jurist und Politiker, Verteidiger von Luigi Lucheni, Mörder der Kaiserin Elisabeth von Österreich
- Gianni Motti (* 1958), Künstler italienischer Herkunft
- Robert Musil (1880–1942), österreichischer Schriftsteller und Theaterkritiker
- Vladimír Neff (1909–1983), tschechischer Schriftsteller, Übersetzer, Drehbuchautor und Vater des Schriftstellers Ondřej Neff
- Edin Omeragić (* 2002), Fußballtorhüter
- Alexander Iwanowitsch Ostermann-Tolstoi (1770/72–1857), Offizier der russischen Armee in der Zeit der Napoleonischen Kriege
- Marc Peter (1873–1966), Jurist, Politiker, Diplomat und Heimatforscher
- Jean Piaget (1896–1980), Biologe und Pionier der kognitiven Entwicklungspsychologie sowie Begründer der genetischen Epistemologie
- Robert Pinget (1919–1997), Schriftsteller
- Ludwig Quidde (1858–1941), deutscher Historiker, Publizist, Pazifist und linksliberaler Politiker
- Grisélidis Réal (1929–2005), Prostituierte, Künstlerin und Buchautorin
- Frédéric Raisin (1851–1923), Jurist, Politiker und Kunstsammler
- Urs Richle (* 1965), Schriftsteller
- Johann Jakob Romang (1831–1884), Schriftsteller
- Henri Roehrich (1837–1913), evangelischer Geistlicher und Hochschullehrer
- Wilhelm Röpke (1899–1966), deutscher Ökonom und Sozialphilosoph
- Pellegrino Rossi (1787–1848), Jurist, Nationalökonom, Diplomat und Politiker
- Jean-Jacques Rousseau (1712–1778), Genfer Schriftsteller, Philosoph, Pädagoge, Naturforscher und Komponist der Aufklärung
- Jean-François Salvard (1530–1585), französischer evangelischer Geistlicher
- Ferdinand de Saussure (1857–1913), Begründer des Strukturalismus und der modernen Linguistik
- Albert Sauter (1846–1896), Apotheker, pharmazeutischer Unternehmer und Herausgeber
- Jacques de Senarclens (1914–1971), evangelischer Geistlicher und Hochschullehrer
- Jean Sigg (1865–1922), Lehrer, Gewerkschafter und Politiker
- Agostino Giorgio Soldati (1910–1966), Beobachter der Schweiz bei den Vereinten Nationen nach New York, Botschafter der Schweiz in Frankreich[81]
- Mario Soldini (1913–1993), Lehrer, Politiker (Union nationale), Genfer Grossrat, Nationalrat und Oberst
- Cornelio Sommaruga (1932–2024), Jurist, Präsident des IKRK
- Willy Suter (1918–2002), Maler, Lithograf und Kunstpädagoge
- Eduard H. Steenken (1910–1989), deutsch-schweizerischer Journalist, Übersetzer, Herausgeber und Autor
- Anne-Lou Steininger (* 1963), Schriftstellerin
- Frank Thomas (1862–1928), evangelischer Geistlicher und Hochschullehrer
- Abraham Trembley (1710–1784), Genfer Zoologe
- Bénédict Turrettini (1588–1631), Genfer reformierter Theologe
- Alfred Vaucher (1833–1901), Mediziner und Politiker
- Voltaire (1694–1778), französischer Philosoph und Schriftsteller
- Ludwig von Mises (1881–1973), österreichisch-amerikanischer Wirtschaftswissenschaftler und Theoretiker
- Alfred Vincent (1850–1906), Mediziner und Politiker
- Jean-François Vuarin (1769–1843), baute die katholische Gemeinde in Genf auf
- Alfred Werner (Pfarrer) (1914–2005), Pfarrer, Journalist, Schriftsteller und Musikwissenschaftler
- Jean Ziegler (* 1934), Soziologe, Politiker, Sachbuch- und Romanautor

## Feststehende, mit Genf verbundene Begriffe
- Genfer Konventionen
- Genfer Nomenklatur der Internationalen Union für reine und angewandte Chemie
- Genfer Schema der Arbeitsbewertung
- Genfer Kreuz, weniger gebräuchlicher Name des Roten Kreuzes

## Rezeption
- Der Schweizer Autor Friedrich Glauser lässt seinen Kriminalroman Der Tee der drei alten Damen (1934) in Genf spielen.